# Sovjet-Unie op de Olympische Zomerspelen 1988
De Sovjet-Unie nam deel aan de Olympische Zomerspelen 1988 in Seoel, Zuid-Korea. Met een recordaantal van 132 medailles werd voor de vierde keer het medailleklassement gewonnen.

## Medaillewinnaars
| Sport            | Olympiër | Discipline                    | Medaille |
| ---------------- | --- | ----------------------------- | -------- |
| Atletiek         | Viktor Bryzgin Vladimir Krylov Vladimir Moeravjov Vitali Savin | 4x100m (m)                    | Goud     |
| Atletiek         | Vjatsjeslav Ivanenko | 50km snelwandelen (m)         | Goud     |
| Atletiek         | Gennadi Avdejenko | hoogspringen (m)              | Goud     |
| Atletiek         | Sergej Boebka | polsstokhoogspringen (m)      | Goud     |
| Atletiek         | Sergej Litvinov | kogelslingeren (m)            | Goud     |
| Atletiek         | Olga Bryzgina | 400m (v)                      | Goud     |
| Atletiek         | Tatjana Samolenko | 3000m (v)                     | Goud     |
| Atletiek         | Olga Bondarenko | 1000m (v)                     | Goud     |
| Atletiek         | Tatjana Ledovskaja Olga Nazarova Maria Pinigina Olga Bryzgina | 4x400m (v)                    | Goud     |
| Atletiek         | Natalja Lisovskaja | kogelstoten (v)               | Goud     |
| Basketbal        | Oleksandr Bilostinnyj Valdemaras Chomičius Valerij Hoborov Rimas Kurtinaitis Šarūnas Marčiulionis Igors Miglinieks Viktor Pankrasjkin Arvydas Sabonis Tiit Sokk Sergej Tarakanov Valeri Tichonenko Oleksandr Volkov                                                                                             | mannen                        | Goud     |
| Boksen           | Vjatsjeslav Janovski | -63,5kg (m)                   | Goud     |
| Gewichtheffen    | Oksen Mirzojan | -56kg (m)                     | Goud     |
| Gewichtheffen    | Israil Arsamakov | -82,5kg (m)                   | Goud     |
| Gewichtheffen    | Anatoli Khrapaty | -90kg (m)                     | Goud     |
| Gewichtheffen    | Pavel Koeznetsov | -100kg (m)                    | Goud     |
| Gewichtheffen    | Yuri Zakharevich | -110kg (m)                    | Goud     |
| Gewichtheffen    | Aleksandr Koerlovitsj | +110kg (m)                    | Goud     |
| Gymnastiek       | Vladimir Artemov Valery Ljoekin Dmitri Bilozertsjev Sergei Charkow Vladimir Gogoladze Vladimir Novikov | meerkamp team (m)             | Goud     |
| Gymnastiek       | Vladimir Artemov | individuele meerkamp (m)      | Goud     |
| Gymnastiek       | Vladimir Artemov | brug (m)                      | Goud     |
| Gymnastiek       | Vladimir Artemov | rekstok (m)                   | Goud     |
| Gymnastiek       | Sergei Charkow | vloer (m)                     | Goud     |
| Gymnastiek       | Dmitri Bilozertsjev | paard voltige (m)             | Goud     |
| Gymnastiek       | Dmitri Bilozertsjev | ringen (m)                    | Goud     |
| Gymnastiek       | Valery Ljoekin | rekstok (m)                   | Goud     |
| Gymnastiek       | Jelena Sjoesjoenova Svetlana Boginskaja Natalja Lasjtsjenova Svetlana Baitova Jelena Sjevtsjenko Olga Strazjeva | meerkamp team (v)             | Goud     |
| Gymnastiek       | Jelena Sjoesjoenova | individuele meerkamp (v)      | Goud     |
| Gymnastiek       | Svetlana Boginskaya | sprong (v)                    | Goud     |
| Gymnastiek       | Marina Lobatsj | ritmisch individueel (v)      | Goud     |
| Handbal          | Aleksandr Karshakevich Voldemaras Novickis Vyacheslav Atavin Igor Chumak Valery Gopin Andrey Lavrov Yuri Nesterov Aleksandr Rymanov Konstantin Sharovarov Yuri Shevtsov Georgi Sviridenko Aleksandr Tuchkin Andrey Tyumentsev Mikhail Vasilev                                                                   | mannen                        | Goud     |
| Kanovaren        | Ivans Klementjevs | C-1 1000m (m)                 | Goud     |
| Kanovaren        | Viktor Reneiski Nicolae Juravschi | C-2 500m (m)                  | Goud     |
| Kanovaren        | Viktor Reneiski Nicolae Juravschi | C-2 1000m (m)                 | Goud     |
| Schermen         | Vladimir Aptsiaoeri Anvar Ibragimov Boris Koretsky Ilgar Mamedov Aleksandr Romankov | floret team (m)               | Goud     |
| Schietsport      | Afanasijs Kuzmins | 25m snelvuurpistool (m)       | Goud     |
| Schietsport      | Irina Sjilova | 10m luchtgeweer (v)           | Goud     |
| Schietsport      | Nino Saloekvadze | 25m pistool (v)               | Goud     |
| Schietsport      | Dmitri Monakov | trap                          | Goud     |
| Voetbal          | Aleksandr Borodjoek Dmitri Charine Oleksiy Cherednyk Igor Dobrovolski Sergei Fokin Sergei Gorlukovich Arvydas Janonis Evgeni Jarovenko Gela Ketashvili Jevgeni Koeznetsov Viktor Losev Vladimir Liuty Oleksij Mychajlytsjenko Arminas Narbekovas Igor Ponomaryov Yuri Savichev Igor Sklyarov Vladimir Tatarchuk | mannen                        | Goud     |
| Volleybal        | Svetlana Koritova Tatyana Krainova Olga Krivosheeva Marina Kumysh Marina Nikoulina Valentina Ogienko Elena Ovchinnikova Irina Perkhomchuk Olga Shkurnova Tatyana Sidorenko Irina Smirnova Elena Volkova | zaal (v)                      | Goud     |
| Wielersport      | Aleksandr Kiritsjenko | tijdrit (m)                   | Goud     |
| Wielersport      | Gintautas Oemaras | individuele achtervolging (m) | Goud     |
| Wielersport      | Vjatsjeslav Jekimov Artūras Kasputis Dmitri Neljoebin Gintautas Oemaras | ploegenachtervolging (m)      | Goud     |
| Wielersport      | Erika Salumäe | sprint (v)                    | Goud     |
| Worstelen        | Kamandar Madzjidov | -62kg Grieks-Romeins (m)      | Goud     |
| Worstelen        | Levon Julfalakyan | -68kg Grieks-Romeins (m)      | Goud     |
| Worstelen        | Mikhail Mamiasjvili | -82kg Grieks-Romeins (m)      | Goud     |
| Worstelen        | Alexander Karelin | -130kg Grieks-Romeins (m)     | Goud     |
| Worstelen        | Sergej Beloglazov | -57kg vrije stijl (m)         | Goud     |
| Worstelen        | Arsen Fadzajev | -68kg vrije stijl (m)         | Goud     |
| Worstelen        | Makharbek Khadartsev | -90kg vrije stijl (m)         | Goud     |
| Worstelen        | David Gobedzjisjvili | -130kg vrije stijl (m)        | Goud     |
| Zwemmen          | Vladimir Salnikov | 1500m vrije slag (m)          | Goud     |
| Zwemmen          | Igor Poljanski | 200m rugslag (m)              | Goud     |
|                  | |                               |          |
| Atletiek         | Rodion Gataullin | polsstokhoogspringen (m)      | Zilver   |
| Atletiek         | Igor Lapsjin | hink-stap-springen (m)        | Zilver   |
| Atletiek         | Romas Ubartas | discuswerpen (m)              | Zilver   |
| Atletiek         | Joeri Sedych | kogelslingeren (m)            | Zilver   |
| Atletiek         | Laimutė Baikauskaitė | 1500m (v)                     | Zilver   |
| Atletiek         | Tatjana Ledovskaja | 400m horden (v)               | Zilver   |
| Boksen           | Noermagomed Sjanavazov | -81kg (m)                     | Zilver   |
| Gewichtheffen    | Israel Militosjan | -67,5kg (m)                   | Zilver   |
| Gewichtheffen    | Nail Moekhamedjarov | -90kg (m)                     | Zilver   |
| Gymnastiek       | Valery Ljoekin | individuele meerkamp (m)      | Zilver   |
| Gymnastiek       | Valery Ljoekin | brug (m)                      | Zilver   |
| Gymnastiek       | Vladimir Artemov | vloer (m)                     | Zilver   |
| Gymnastiek       | Jelena Sjoesjoenova | balk (v)                      | Zilver   |
| Gymnastiek       | Svetlana Boginskaja | vloer (v)                     | Zilver   |
| Kanovaren        | Igor Nagajev Viktor Denisov | K-2 500m (m)                  | Zilver   |
| Kanovaren        | Aleksandr Motoezenko Sergej Kirsanov Igor Nagajev Viktor Denisov | K-4 1000m (m)                 | Zilver   |
| Kanovaren        | Michał Śliwiński | C-1 500m (m)                  | Zilver   |
| Judo             | Vladimir Chestakov | -86kg (m)                     | Zilver   |
| Roeien           | Venjamin Boet Nikolai Komarov Vassili Tichanov Aleksandr Doemtsjev Pavel Goerkovski Viktor Didoek Viktor Omeljanovitsj Andrej Vassiljev Aleksandr Loekjanov | acht (m)                      | Zilver   |
| Roeien           | Irina Kalimbet Svetlana Mazij Inna Frolova Antonina Doemtsjeva | dubbel-vier (m)               | Zilver   |
| Schermen         | Andrej Alsjan Michail Boertsev Sergej Korjasjkin Sergej Mindirgassov Georgi Pogossov | sabel team (m)                | Zilver   |
| Schietsport      | Nino Saloekvadze | 10m luchtpistool (v)          | Zilver   |
| Volleybal        | Yaroslav Antonov Yuri Cherednik Evgeni Krasilnikov Andrei Kuznetsov Valeri Losev Yuriy Panchenko Igor Runov Yuri Sapega Vladimir Shkurikhin Oleksandr Sorokalet Raimonds Vilde Vjatsjeslav Zajtsev | zaal (m)                      | Zilver   |
| Wielersport      | Nikolai Kovsj | sprint (m)                    | Zilver   |
| Worstelen        | Daulet Toerlykhanov | -74kg Grieks-Romeins (m)      | Zilver   |
| Worstelen        | Stepan Sarkisjan | -62kg vrije stijl (m)         | Zilver   |
| Worstelen        | Adlan Varajev | -74kg vrije stijl (m)         | Zilver   |
| Worstelen        | Leri Khabelov | -100kg vrije stijl (m)        | Zilver   |
| Zeilen           | Tõnu Tõniste/Toomas Tõniste | 470 (m)                       | Zilver   |
| Zwemmen          | Gennadi Prigoda Joeri Basjkatov Nikolai Jevsejev Vladimir Tkatsjenko | 4x100m vrije slag (m)         | Zilver   |
| Zwemmen          | Jelena Dendeberova | 200m wisselslag (v)           | Zilver   |
|                  | |                               |          |
| Atletiek         | Roedolf Povarnitsyn | hoogspringen (m)              | Brons    |
| Atletiek         | Grigori Jegorov | polsstokhoogspringen (m)      | Brons    |
| Atletiek         | Aleksandr Kovalenko | hink-stap-springen (m)        | Brons    |
| Atletiek         | Jüri Tamm | kogelslingeren (m)            | Brons    |
| Atletiek         | Olga Nazarova | 400m (v)                      | Brons    |
| Atletiek         | Tatjana Samolenko | 1500m (v)                     | Brons    |
| Atletiek         | Jelena Zjoepijova | 10000m (v)                    | Brons    |
| Atletiek         | Ljoedmila Kondratjeva Galina Maltsjoegina Marina Zjirova Natalja Voronova | 4x100m (v)                    | Brons    |
| Atletiek         | Tamara Bykova | hoogspringen (v)              | Brons    |
| Atletiek         | Galina Tsjistjakova | verspringen (v)               | Brons    |
| Basketbal        | Olga Jevkova Irina Gerlits Olesja Barel Irina Soemnikova Olga Boerjakina Olga Jakovleva Irina Minch Aleksandra Leonova Jelena Choedasjova Vitalija Tuomaitė Natalja Zasoelskaja Galina Savitskaja | vrouwen                       | Brons    |
| Boksen           | Timofei Skriabin | -51kg (m)                     | Brons    |
| Boksen           | Aleksandr Mirosjnitsjenko | +91kg (m)                     | Brons    |
| Boogschieten     | Vladimir Jesjejev | individueel (m)               | Brons    |
| Gymnastiek       | Dmitri Bilozertsjev | meerkamp individueel (m)      | Brons    |
| Gymnastiek       | Svetlana Boginskaja | meerkamp individueel (v)      | Brons    |
| Gymnastiek       | Jelena Sjoesjoenova | brug (v)                      | Brons    |
| Gymnastiek       | Alexandra Timosjenko | ritmisch individueel (v)      | Brons    |
| Handbal          | Natalya Anisimova Maryna Bazhanova Tatyana Dzhandzhgava Elina Guseva Tetyana Horb Larysa Karlova Natalya Lapitskaya Svitlana Mankova Nataliya Matryuk Natalya Morskova Olena Nemashkalo Nataliya Rusnachenko Olha Semenova Yevheniya Tovstohan Zinaida Turchyna                                                 | vrouwen                       | Brons    |
| Judo             | Amiran Totikachvili | -60kg (m)                     | Brons    |
| Judo             | Gueorggui Tenadze | -71kg (m)                     | Brons    |
| Judo             | Bachir Varayev | -78kg (m)                     | Brons    |
| Judo             | Gregori Veritchev | +95kg (m)                     | Brons    |
| Moderne vijfkamp | Vachtang Jagorasjvili | individueel (m)               | Brons    |
| Roeien           | Aleksandr Martsjenko Vassili Jakoesja | dubbel-twee (m)               | Brons    |
| Schermen         | Aleksandr Romankov | degen (m)                     | Brons    |
| Schermen         | Andrei Sjoevalov | sabel (m)                     | Brons    |
| Schermen         | Andrei Sjoevalov Pavel Kolobkov Vladimir Resnitschenko Mikhail Tisjko Igor Tikhomirov | degen team (m)                | Brons    |
| Schietsport      | Kirill Ivanov | 50m geweer 3 houdingen (m)    | Brons    |
| Schietsport      | Igor Basinski | 50m pistool (m)               | Brons    |
| Schietsport      | Gennadi Avramenko | 50m bewegend doel (m)         | Brons    |
| Schietsport      | Valentina Tsjerkassova | 50m geweer 3 houdingen (v)    | Brons    |
| Schietsport      | Anna Maloekhina | 10m luchtgeweer (v)           | Brons    |
| Schietsport      | Marina Dobrantsjeva | 10m luchtpistool (v)          | Brons    |
| Waterpolo        | Dmitri Apanassenko Viktor Berendyuga Mikhail Giorgadze Jevgeni Grisjin Michail Ivanov Aleksandr Kolotov Sergei Kotenko Sergei Markoch Nurlan Mendygaliev Georgi Mschvenieradze Sergey Naumov Jevgeni Sjaronov Nikolai Smirnov                                                                                   | mannen                        | Brons    |
| Wielersport      | Marat Ganejev | puntenkoers (m)               | Brons    |
| Wielersport      | Laima Zilporyte | wegwedstrijd (v)              | Brons    |
| Worstelen        | Vladimir Popov | -90kg vrije stijl (m)         | Brons    |
| Worstelen        | Sergej Karamtsjakov | -48kg vrije stijl (m)         | Brons    |
| Worstelen        | Vladimir Togoezov | -52kg vrije stijl (m)         | Brons    |
| Zeilen           | Larisa Moskalenko Irina Shunikhovskaya | 470 (v)                       | Brons    |
| Zwemmen          | Gennadi Prigoda | 50m vrije slag (m)            | Brons    |
| Zwemmen          | Igor Poljanski | 100m rugslag (m)              | Brons    |
| Zwemmen          | Dmitri Volkov | 100m schoolslag (m)           | Brons    |
| Zwemmen          | Vadim Jarosjtsjoek | 200m wisselslag (m)           | Brons    |
| Zwemmen          | Igor Poljanski Dmitri Volkov Vadim Jarosjtsjoek Gennadi Prigoda | 4x100m wisselslag (m)         | Brons    |

## Deelnemers en resultaten

### Atletiek
| Olympiër                                                                  | Discipline               | Resultaat | Prestatie |
| ------------------------------------------------------------------------- | ------------------------ | --------- | --- |
| Vladimir Krylov                                                           | 100m (m)                 | DNF       | serie 10: 1ste in 10,34 kwartfinale 2: 3de in 10,26 halve finale 2: niet gestart |
| Andrey Razin                                                              | 100m (m)                 | 49e       | serie 2: 4de in 10,58 |
| Vitaly Savin                                                              | 100m (m)                 | 19e       | serie 7: 3de in 10,52 kwartfinale 5: 5de in 10,36 |
| Vladimir Graudyn                                                          | 800m (m)                 | 22e       | serie 4: 1ste in 1.48,90 kwartfinale 1: 5de in 1.47,07 |
| Mikhail Dasko                                                             | 5000m (m)                | 25e       | serie 3: 12de in 13.45,25 halve finale 2: 13de in 13.43,65 |
| Aleksandr Markin                                                          | 110m horden (m)          | 22e       | serie 2: 3de in 14,17 kwartfinale 2: 7de in 14,19 |
| Vladimir Shishkin                                                         | 110m horden (m)          | 4e        | serie 5: 1ste in 13,75 kwartfinale 3: 2de in 13,60 halve finale 1: 1ste in 13,46 finale: 4de in 13,51 |
| Viktor Bryzgin Vladimir Krylov Vladimir Moeravjov Vitali Savin            | 4x100m (m)               | Goud      | serie 2: 1ste in 38,82 halve finale 2: 1ste in 38,55 finale: 1ste in 38,19 |
| Ravil Kashapov                                                            | marathon (m)             | 10e       | 2:13.49 |
| Yauhen Misiulia                                                           | 20km snelwandelen (m)    | 27e       | 1:24.39 |
| Aleksey Pershin                                                           | 20km snelwandelen (m)    | 14e       | 1:22.32 |
| Mikhail Shchennikov                                                       | 20km snelwandelen (m)    | 6e        | 1:20.47 |
| Vyacheslav Ivanenko                                                       | 50km snelwandelen (m)    | Goud      | 3:38.29 (OR) |
| Vitaliy Popovych                                                          | 50km snelwandelen (m)    | 26e       | 3:59.23 |
| Aleksandr Potashov                                                        | 50km snelwandelen (m)    | 4e        | 3:41.00 |
| Robert Emmiyan                                                            | verspringen (m)          | DNF       | kwalificatie groep B: geen geldige poging |
| Vladimir Ochkan                                                           | verspringen (m)          | DNS       | kwalificatie groep B: niet gestart |
| Leonid Voloshin                                                           | verspringen (m)          | 8e        | kwalificatie groep B: 4de met 7,89m finale: 8ste met 7,89m |
| Aleksandr Kovalenko                                                       | hink-stap-springen (m)   | Brons     | kwalificatie groep A: 1ste met 17,24m finale: 3de met 17,42m |
| Igor Lapshin                                                              | hink-stap-springen (m)   | Zilver    | kwalificatie groep B: 1ste met 17,37m finale: 2de met 17,52m |
| Oleg Protsenko                                                            | hink-stap-springen (m)   | 4e        | kwalificatie groep B: 2de met 17,00m finale: 4de met 17,38m |
| Gennady Avdeyenko                                                         | hoogspringen (m)         | Goud      | kwalificatie groep B: 4de met 2,25m finale: 1ste met 2,38m (OR) |
| Igor Paklin                                                               | hoogspringen (m)         | 7e        | kwalificatie groep A: 1ste met 2,28m finale: 7de met 2,31m |
| Rudolf Povarnitsyn                                                        | hoogspringen (m)         | Brons     | kwalificatie groep B: 2de met 2,25m finale: 3de met 2,36m |
| Sergey Bubka                                                              | polsstokhoogspringen (m) | Goud      | kwalificatie groep A: 1ste met 5,50m finale: 1ste met 5,90m (OR) |
| Rodion Gataullin                                                          | polsstokhoogspringen (m) | Zilver    | kwalificatie groep A: 1ste met 5,50m finale: 2de met 5,85m |
| Grigory Yegorov                                                           | polsstokhoogspringen (m) | Brons     | kwalificatie groep A: 3de met 5,45m finale: 3de met 5,80m |
| Sergey Smirnov                                                            | kogelstoten (m)          | 8e        | kwalificatie groep B: 3de met 20,48m finale: 8ste met 20,36m |
| Yury Dumchev                                                              | discuswerpen (m)         | 4e        | kwalificatie groep A: 2de met 62,08m finale: 4de met 66,42m |
| Vaclavas Kidykas                                                          | discuswerpen (m)         | 13e       | kwalificatie groep A: 5de met 60,88m |
| Romas Ubartas                                                             | discuswerpen (m)         | Zilver    | kwalificatie groep B: 2de met 65,58m finale: 2de met 67,48m |
| Vladimir Ovchinnikov                                                      | speerwerpen (m)          | 7e        | kwalificatie groep A: 3de met 80,26m finale: 7de met 79,12m |
| Viktor Yevsyukov                                                          | speerwerpen (m)          | 5e        | kwalificatie groep B: 5de met 79,26m finale: 5de met 82,32m |
| Sergey Litvinov                                                           | kogelslingeren (m)       | Goud      | kwalificatie groep B: 1ste met 81,24m finale: 1ste met 84,80m (OR) |
| Yury Sedykh                                                               | kogelslingeren (m)       | Zilver    | kwalificatie groep A: 2de met 78,48m finale: 2de met 83,76m |
| Jüri Tamm                                                                 | kogelslingeren (m)       | Brons     | kwalificatie groep A: 1ste met 79,68m finale: 3de met 81,16m |
| Aleksandr Apaychev                                                        | tienkamp (m)             | DNF       | 100m: niet gefinisht |
| Valter Külvet                                                             | tienkamp (m)             | DNF       | 100m: 24ste in 11,31 verspringen: 16de met 7,14m kogelstoten: 7de met 15,29m hoogspringen: 12de met 2,00m 400m: 30ste in 50,62 110m horden: niet gefinisht |
| Pavel Tarnovetsky                                                         | tienkamp (m)             | 10e       | 100m: 20ste in 11,23 verspringen: 13de met 7,28m kogelstoten: 8ste met 15,25m hoogspringen: 16de met 1,97m 400m: 11de in 48,60 110m horden: 11de in 14,76 discuswerpen: 3de met 48,02m polsstokhoogspringen: 2de met 5,20m speerwerpen: 17de met 59,48m 1500m: 27ste in 4.52,4 totaal: 8167 punten |
|                                                                           |                          |           | |
| Lyudmila Kondratyeva                                                      | 100m (v)                 | 14e       | serie 3: 2de in 11,19 kwartfinale 3: 3de in 11,05 halve finale 1: 7de in 11,21 |
| Nataliya Pomoshchnikova                                                   | 100m (v)                 | 6e        | serie 6: 1ste in 11,11 kwartfinale 2: 2de in 10,98 halve finale 2: 3de in 11,03 finale: 6de in 11,00 |
| Marina Zhirova                                                            | 100m (v)                 | 15e       | serie 5: 2de in 11,22 kwartfinale 4: 4de in 11,14 halve finale 1: 8ste in 11,24 |
| Maia Azarashvili                                                          | 200m (v)                 | 7e        | serie 6: 2de in 22,98 kwartfinale 1: 2de in 22,37 halve finale 1: 4de in 22,33 finale: 7de in 22,33 |
| Galina Malchugina                                                         | 200m (v)                 | 8e        | serie 3: 1ste in 22,85 kwartfinale 4: 1ste in 22,77 halve finale 2: 4de in 22,55 finale: 8ste in 22,42 |
| Olga Bryzgina                                                             | 400m (v)                 | Goud      | serie 6: 1ste in 51,94 kwartfinale 2: 1ste in 51,90 halve finale 2: 1ste in 49,33 finale: 1ste in 48,65 (OR) |
| Olga Nazarova                                                             | 400m (v)                 | Brons     | serie 1: 1ste in 52,18 kwartfinale 4: 1ste in 50,26 halve finale 1: 1ste in 49,11 finale: 3de in 49,90 |
| Dalia Matusevičienė                                                       | 800m (v)                 | 11e       | serie 3: 4de in 2.02,57 halve finale 2: 7de in 2.00,15 |
| Nadezhda Olizarenko                                                       | 800m (v)                 | 16e       | serie 4: 3de in 2.01,81 halve finale 1: 8ste in 2.05,27 |
| Inna Yevseyeva                                                            | 800m (v)                 | 6e        | serie 1: 1ste in 2.01,59 halve finale 2: 3de in 1.59,10 finale: 6de in 1.59,37 |
| Laimutė Baikauskaitė                                                      | 1500m (v)                | Zilver    | serie 2: 7de in 4.05,74 finale: 2de in 4.00,24 |
| Lyubov Gurina                                                             | 1500m (v)                | 16e       | serie 1: 7de in 4.08,59 |
| Tetiana Samolenko                                                         | 1500m (v)                | Brons     | serie 1: 3de in 4.07,11 finale: 3de in 4.00,30 |
| Nataliya Artyomova                                                        | 3000m (v)                | 5e        | serie 2: 6de in 8.44,30 finale: 2de in 8.31,67 |
| Yelena Romanova                                                           | 3000m (v)                | 4e        | serie 1: 1ste in 8.48,47 finale: 4de in 8.03,45 |
| Tetiana Samolenko                                                         | 3000m (v)                | Goud      | serie 2: 5de in 8.44,18 finale: 1ste in 8.26,63 |
| Olga Bondarenko                                                           | 10000m (v)               | Goud      | serie 1: 2de in 31.47,67 finale: 1ste in 31.05,21 (OR) |
| Lyudmila Matveyeva                                                        | 10000m (v)               | 12e       | serie 2: 2de in 32.12,87 finale: 12de in 32.12,27 |
| Yelena Zhupiyeva                                                          | 10000m (v)               | Brons     | serie 1: 3de in 31.47,99 finale: 3de in 31.19,82 |
| Nataliya Hrygor'ieva                                                      | 100m horden (v)          | 4e        | serie 1: 1ste in 12,96 kwartfinale 2: 2de in 12,89 halve finale 2: 3de in 12,81 finale: 4de in 12,79 |
| Lyudmila Narozhilenko                                                     | 100m horden (v)          | DNF       | serie 2: 2de in 12,76 kwartfinale 1: 2de in 12,62 halve finale 2: niet gefinisht |
| Tatsiana Kurochkina                                                       | 400m horden (v)          | 7e        | serie 3: 3de in 55,04 halve finale 2: 2de in 54,46 finale: 7de in 54,39 |
| Tatsiana Ledauskaya                                                       | 400m horden (v)          | Zilver    | serie 1: 2de in 55,91 halve finale 1: 2de in 54,01 finale: 2de in 53,18 |
| Ljoedmila Kondratjeva Galina Maltsjoegina Natalja Voronova Marina Zjirova | 4x100m (v)               | Brons     | serie 1: 1ste in 42,88 halve finale 1: 1ste in 42,01 finale: 3de in 42,75 |
| Olga Bryzgina Tatjana Ledovskaja Olga Nazarova Maria Pinigina             | 4x400m (v)               | Goud      | serie 2: 3de in 3.27,14 finale: 1ste in 3.15,17 (WR) |
| Zoya Ivanova                                                              | marathon (v)             | 9e        | 2:30.25 |
| Tatyana Polovinskaya                                                      | marathon (v)             | 4e        | 2:27.05 |
| Raisa Smekhnova                                                           | marathon (v)             | 16e       | 2:33.19 |
| Yelena Belevskaya                                                         | verspringen (v)          | 4e        | kwalificatie groep B: 1ste met 7,06m finale: 4de met 7,04m |
| Halyna Chystiakova                                                        | verspringen (v)          | Brons     | kwalificatie groep B: 2de met 6,97m finale: 3de met 7,11m |
| Inesa Kravets                                                             | verspringen (v)          | 10e       | kwalificatie groep A: 3de met 6,72m finale: 10de met 6,46m |
| Liudmyla Avdieienko                                                       | hoogspringen (v)         | 17e       | kwalificatie groep B: 9de met 1,87m |
| Tamara Bykova                                                             | hoogspringen (v)         | Brons     | kwalificatie groep B: 2de met 1,92m finale: 3de met 1,99m |
| Olga Turchak                                                              | hoogspringen (v)         | 4e        | kwalificatie groep A: 3de met 1,92m finale: 4de met 1,96m |
| Nataliya Akhrimenko                                                       | kogelstoten (v)          | 7e        | kwalificatie groep B: 4de met 19,40m finale: 7de met 20,13m |
| Valentyna Fediushyna                                                      | kogelstoten (v)          | 13e       | kwalificatie groep A: 9de met 19,06m |
| Nataliya Lisovskaya                                                       | kogelstoten (v)          | Goud      | kwalificatie groep B: 2de met 19,78m finale: 1ste met 22,24m |
| Larisa Mikhalchenko                                                       | discuswerpen (v)         | 10e       | kwalificatie groep A: 4de met 64,32m finale: 10de met 64,08m |
| Galina Murašova                                                           | discuswerpen (v)         | DNF       | kwalificatie groep A: 6de met 62,54m finale: geen geldige poging |
| Elina Zverava                                                             | discuswerpen (v)         | 5e        | kwalificatie groep B: 4de met 63,26m finale: 5de met 68,94m |
| Irina Kostyuchenkova                                                      | speerwerpen (v)          | 4e        | kwalificatie groep B: 5de met 63,24m finale: 4de met 67,00m |
| Nataliya Yermolovich                                                      | speerwerpen (v)          | 6e        | kwalificatie groep A: 3de met 64,44m finale: 6de met 64,84m |
| Svetlana Buraga                                                           | zevenkamp (v)            | 10e       | 100m horden: 5de in 13,25 hoogspringen: 18de met 1,77m kogelstoten: 18de met 12,62m 200m: 4de in 23,59 verspringen: 11de met 6,28m speerwerpen: 18de met 39,06m 800m: 12de in 2.14,74 totaal: 6232 punten                                                                                          |
| Remigija Sablovskaitė                                                     | zevenkamp (v)            | 5e        | 100m horden: 10de in 13,61 hoogspringen: 9de met 1,80m kogelstoten: 3de met 15,23m 200m: 7de in 23,92 verspringen: 12de met 6,25m speerwerpen: 11de met 42,78m 800m: 7de in 2.12,24 totaal: 6456 punten                                                                                            |
| Nataliya Shubenkova                                                       | zevenkamp (v)            | 4e        | 100m horden: 8ste in 13,51 hoogspringen: 22ste met 1,74m kogelstoten: 4de met 14,76m 200m: 8ste in 23,93 verspringen: 10de met 6,32m speerwerpen: 2de met 47,46m 800m: 4de in 2.07,90 totaal: 6540 punten                                                                                          |

### Basketbal

#### Mannen
| Olympiër | Discipline | Resultaat | Prestatie |
| --- | ---------- | --------- | --- |
| Oleksandr Bilostinnyj Valdemaras Chomičius Valerij Hoborov Rimas Kurtinaitis Šarūnas Marčiulionis Igors Miglinieks Viktor Pankrasjkin Arvydas Sabonis Tiit Sokk Sergej Tarakanov Valeri Tichonenko Oleksandr Volkov | mannen     | Goud      | groep A: 2de V van Joegoslavië: 79-92 W van Australië: 91-69 W van Puerto Rico: 93-81 W van Zuid-Korea: 110-73 W van Centraal-Afrikaanse Republiek: 87-78 kwartfinale: W van Brazilië: 110-105 halve finale: W van Verenigde Staten: 82-76 finale: W van Joegoslavië: 76-63 |

| Groep A |                               |             |             |             |            |            |            |        |
| #       | Land                          | Wedstrijden | Wedstrijden | Wedstrijden | Doelpunten | Doelpunten | Doelpunten | Punten |
| #       | Land                          | G           | W           | V           | V          | T          | Saldo      | Punten |
| 1       | Joegoslavië                   | 5           | 4           | 1           | 468        | 384        | +84        | 9      |
| 2       | Sovjet-Unie                   | 5           | 4           | 1           | 460        | 393        | +67        | 9      |
| 3       | Australië                     | 5           | 3           | 2           | 429        | 408        | +21        | 8      |
| 4       | Puerto Rico                   | 5           | 3           | 2           | 382        | 387        | -5         | 8      |
| 5       | Centraal-Afrikaanse Republiek | 5           | 1           | 4           | 346        | 436        | -90        | 6      |
| 6       | Zuid-Korea                    | 5           | 0           | 5           | 384        | 461        | -77        | 5      |

| Ronde        | Datum | Plaats                        | Land    | Score       | Land |
| ------------ | ----- | ----------------------------- | ------- | ----------- | ---- |
| Groepsfase   |       |                               |         |             |      |
| 18 september | Seoel | Sovjet-Unie                   | 79-92   | Joegoslavië |      |
| 20 september | Seoel | Australië                     | 69-91   | Sovjet-Unie |      |
| 21 september | Seoel | Puerto Rico                   | 81-93   | Sovjet-Unie |      |
| 23 september | Seoel | Zuid-Korea                    | 73-110  | Sovjet-Unie |      |
| 24 september | Seoel | Centraal-Afrikaanse Republiek | 78-87   | Sovjet-Unie |      |
| Kwartfinale  |       |                               |         |             |      |
| 26 september | Seoel | Sovjet-Unie                   | 110-105 | Brazilië    |      |
| Halve finale |       |                               |         |             |      |
| 28 september | Seoel | Verenigde Staten              | 76-82   | Sovjet-Unie |      |
| Finale       |       |                               |         |             |      |
| 29 september | Seoel | Joegoslavië                   | 63-76   | Sovjet-Unie |      |

#### Vrouwen
| Olympiër | Discipline | Resultaat | Prestatie |
| --- | ---------- | --------- | --- |
| Olga Jevkova Irina Gerlits Olesja Barel Irina Soemnikova Olga Boerjakina Olga Jakovleva Irina Minch Aleksandra Leonova Jelena Choedasjova Vitalija Tuomaitė Natalja Zasoelskaja Galina Savitskaja | vrouwen    | Brons     | groep A: 2de W van Bulgarije: 91-62 W van Zuid-Korea: 69-66 V van Australië: 48-60 halve finale: V van Verenigde Staten: 88-102 bronzen finale: W van Australië: 68-53 |

| Groep A |             |             |             |             |        |        |        |        |
| #       | Land        | Wedstrijden | Wedstrijden | Wedstrijden | Punten | Punten | Punten | Punten |
| #       | Land        | G           | W           | V           | V      | T      | Saldo  | Punten |
| 1       | Australië   | 3           | 2           | 1           | 178    | 196    | -18    | 5      |
| 2       | Sovjet-Unie | 3           | 2           | 1           | 208    | 188    | +20    | 5      |
| 3       | Bulgarije   | 3           | 1           | 2           | 217    | 241    | -24    | 4      |
| 4       | Zuid-Korea  | 3           | 1           | 2           | 244    | 222    | +22    | 4      |

| Ronde          | Datum | Plaats           | Land   | Score       | Land |
| -------------- | ----- | ---------------- | ------ | ----------- | ---- |
| Groepsfase     |       |                  |        |             |      |
| 19 september   | Seoel | Bulgarije        | 62-91  | Sovjet-Unie |      |
| 22 september   | Seoel | Zuid-Korea       | 66-69  | Sovjet-Unie |      |
| 25 september   | Seoel | Australië        | 60-48  | Sovjet-Unie |      |
| Halve finale   |       |                  |        |             |      |
| 27 september   | Seoel | Verenigde Staten | 102-88 | Sovjet-Unie |      |
| Bronzen finale |       |                  |        |             |      |
| 28 september   | Seoel | Australië        | 53-68  | Sovjet-Unie |      |

### Boksen
| Olympiër                 | Discipline  | Resultaat | Prestatie |
| ------------------------ | ----------- | --------- | --- |
| Alexander Makhmutov      | -48kg (m)   | 5e        | 1ste ronde: vrij 2de ronde: W van ARG Eluaiza: 5-0 3de ronde: W van DOM Beltre: 4-1 kwartfinale: V van BUL Marinov: 0-5 |
| Timofey Skryabin         | -51kg (m)   | Brons     | 1ste ronde: W van COK Williams: 5-0 2de ronde: W van IRL Lawlor: 5-0 3de ronde: W van PUR Agosto: 5-0 kwartfinale: W van DOM de Leon: 3-2 halve finale: V' van KOR Kim: 0-5                                                                                              |
| Aleksandr Artemyev       | -54kg (m)   | 5e        | 1ste ronde: W van VAN Paulum: walk-over 2de ronde: W van ZIM Dube: scheidsrechterlijke beslissing 3de ronde: W van ALG Zengli: 5-0 kwartfinale: V van BUL Khristov: 2-3                                                                                                  |
| Mekhak Ghazaryan         | -57kg (m)   | 9e        | 1ste ronde: vrij 2de ronde: W van YUG Simić: 5-0 3de ronde: V van ITA Parisi: scheidsrechterlijke beslissing |
| Kostya Tszyu             | -60kg (m)   | 9e        | 1ste ronde: W van PHI Cantancio: knock-out 2de ronde: W van BAR Knight: scheidsrechterlijke beslissing 3de ronde: V van GDR Zülow: 2-3 |
| Vyacheslav Yanovski      | -63,5kg (m) | Goud      | 1ste ronde: W van DEN Søndergaard: scheidsrechterlijke beslissing 2de ronde: W van TAN Matumla: scheidsrechterlijke beslissing 3de ronde: W van FRA Proto: 5-0 kwartfinale: W van ZAM Mwamba: 5-0 halve finale: W' van FRG Gies: knock-out finale: W van AUS Cheney: 5-0 |
| Vladimir Yereshchenko    | -67kg (m)   | 17e       | 1ste ronde: W van JPN Takahashi: 5-0 2de ronde: V van ZAM Chisala: scheidsrechterlijke beslissing |
| Yevgeny Zaytsev          | -71kg (m)   | 5e        | 1ste ronde: vrij 2de ronde: W van JAM Smikle: 5-0 3de ronde: W van BUR Sagnon: scheidsrechterlijke beslissing kwartfinale: V van USA Jones Jr.: 0-5 |
| Ruslan Taramov           | -81kg (m)   | 9e        | 1ste ronde: vrij 2de ronde: W van SLE Simbo: knock-out 3de ronde: V van FRG Ottke: 0-5 |
| Nurmagomed Shanavazov    | -81kg (m)   | Zilver    | 1ste ronde: W van UGA Lihanda: 3-2 2de ronde: W van FRG Bott: 5-0 kwartfinale: W van ITA Magi: 5-0 halve finale: W' van YUG Škaro: walk-over finale: V van USA Maynard: 0-5                                                                                              |
| Ramzan Sebiyev           | -91kg (m)   | 9e        | 1ste ronde: vrij 2de ronde: V van ITA Guadiano: 2-3 |
| Aleksandr Miroshnichenko | +91kg (m)   | Brons     | 1ste ronde: vrij 2de ronde: W van KUW Al-Baluchi: 5-0 kwartfinale: W van KOR Kim: 5-0 halve finale: V' van USA Bowe: 0-5 |

### Boogschieten
| Olympiër                                                | Discipline      | Resultaat | Prestatie |
| ------------------------------------------------------- | --------------- | --------- | --- |
| Yury Leontyev                                           | individueel (m) | 29e       | plaatsingsronde: 29ste met 1245 punten |
| Konstantin Shkolny                                      | individueel (m) | 20e       | plaatsingsronde: 23ste met 1250 punten 1ste ronde: 20ste met 304 punten                                                                                            |
| Vladimir Yesheyev                                       | individueel (m) | Brons     | plaatsingsronde: 1ste met 1304 punten 1ste ronde: 14de met 313 punten kwartfinale: 9de met 320 punten halve finale: 5de met 328 punten finale: 3de met 335 punten  |
| Yury Leontyev Konstantin Shkolny Vladimir Yesheyev      | team (m)        | 5e        | plaatsingsronde: 3de met 1799 punten halve finale: 2de met 976 punten finale: 5de met 949 punten                                                                   |
|                                                         |                 |           | |
| Liudmyla Arzhannikova                                   | individueel (v) | 4e        | plaatsingsronde: 6de met 1279 punten 1ste ronde: 1ste met 332 punten kwartfinale: 6de met 326 punten halve finale: 5de met 329 punten finale: 4de met 327 punten   |
| Nataliya Butuzova                                       | individueel (v) | 18e       | plaatsingsronde: 8ste met 1267 punten 1ste ronde: 8ste met 314 punten kwartfinale: 18de met 300 punten                                                             |
| Tatyana Muntyan                                         | individueel (v) | 8e        | plaatsingsronde: 7de met 1272 punten 1ste ronde: 6de met 319 punten kwartfinale: 12de met 316 punten halve finale: 8ste met 326 punten finale: 8ste met 314 punten |
| Liudmyla Arzhannikova Nataliya Butuzova Tatyana Muntyan | team (v)        | 4e        | plaatsingsronde: 2de met 3818 punten halve finale: 3de met 978 punten finale: 4de met 951 punten                                                                   |

### Gewichtheffen
| Olympiër             | Discipline  | Resultaat | Prestatie                                                                       |
| -------------------- | ----------- | --------- | ------------------------------------------------------------------------------- |
| Oksen Mirzoyan       | -56kg (m)   | Goud      | trekken: 1ste met 127,5kg (OR) stoten: 1ste met 165kg (OR) totaal: 292,5kg (OR) |
| Israel Militosyan    | -67,5kg (m) | Zilver    | trekken: 1ste met 155kg (OR) stoten: 2de met 182,5kg totaal: 337,5kg (OR)       |
| Israil Arsamakov     | -82,5kg (m) | Goud      | trekken: 2de met 167,5kg stoten: 1ste met 210kg totaal: 377,5kg                 |
| Anatoly Khrapaty     | -90kg (m)   | Goud      | trekken: 1ste met 187,5kg (OR) stoten: 1ste met 225kg (OR) totaal: 412,5kg (OR) |
| Nail Mukhamedyarov   | -90kg (m)   | Zilver    | trekken: 3de met 177,5kg stoten: 2de met 222,5kg totaal: 400kg                  |
| Pavel Kuznetsov      | -100kg (m)  | Goud      | trekken: 1ste met 190kg (OR) stoten: 1ste met 235kg (OR) totaal: 425kg (OR)     |
| Aleksandr Popov      | -110kg (m)  | 5e        | trekken: 5de met 187,5kg stoten: 5de met 232,5kg totaal: 420kg                  |
| Yury Zakharevich     | -110kg (m)  | Goud      | trekken: 1ste met 210kg (WR) stoten: 1ste met 245kg (OR) totaal: 455kg (WR)     |
| Aliaksandr Kurlovich | +110kg (m)  | Goud      | trekken: 1ste met 212,5kg (OR) stoten: 1ste met 250kg totaal: 462,5kg (OR)      |

### Gymnastiek
| Olympiër | Discipline               | Resultaat     | Prestatie |
| Ritmisch | Ritmisch                 | Ritmisch      | Ritmisch |
| --- | ------------------------ | ------------- | --- |
| Marina Lobach                                                                                                   | brug (m)                 | Goud          | voorronde: 1ste hoepel: 1ste met 10,00 punten touw: 1ste met 10,00 punten knotsen: 1ste met 10,00 punten lint: 1ste met 10,00 punten totaal: 40,00 punten finale: 1ste hoepel: 1ste met 10,00 punten touw: 1ste met 10,00 punten knotsen: 1ste met 10,00 punten lint: 1ste met 10,00 punten totaal: 60,00 punten |
| Aleksandra Timoshenko                                                                                           | brug (m)                 | Brons         | voorronde: 3de hoepel: 1ste met 10,00 punten touw: 1ste met 10,00 punten knotsen: 10de met 9,75 punten lint: 1ste met 10,00 punten totaal: 40,00 punten finale: 3de hoepel: 1ste met 10,00 punten touw: 1ste met 10,00 punten knotsen: 1ste met 10,00 punten lint: 1ste met 10,00 punten totaal: 59,75 punten |
| Turnen |                          |               | |
| Vladimir Artyomov                                                                                               | brug (m)                 | Goud          | kwalificatie: 1ste met 19,95 punten finale: 1ste met 19,925 punten |
| Dmitry Bilozerchev                                                                                              | brug (m)                 | kwalificatie* | kwalificatie: 2de met 19,90 punten |
| Lado Gogoladze                                                                                                  | brug (m)                 | 13e           | kwalificatie: 13de met 19,65 punten |
| Sergey Kharkov                                                                                                  | brug (m)                 | kwalificatie* | kwalificatie: 6de met 19,70 punten |
| Valery Lyukin                                                                                                   | brug (m)                 | Zilver        | kwalificatie: 2de met 19,90 punten finale: 2de met 19,900 punten |
| Vladimir Novikov                                                                                                | brug (m)                 | kwalificatie* | kwalificatie: 6de met 19,70 punten |
| Vladimir Artyomov                                                                                               | paard voltige (m)        | kwalificatie* | kwalificatie: 7de met 19,75 punten |
| Dmitry Bilozerchev                                                                                              | paard voltige (m)        | Goud          | kwalificatie: 1ste met 19,90 punten finale: 1ste met 19,950 punten |
| Lado Gogoladze                                                                                                  | paard voltige (m)        | 22e           | kwalificatie: 22ste met 19,50 punten |
| Sergey Kharkov                                                                                                  | paard voltige (m)        | 12e           | kwalificatie: 12de met 19,65 punten |
| Valery Lyukin                                                                                                   | paard voltige (m)        | 5e            | kwalificatie: 5de met 19,85 punten finale: 5de met 19,875 punten |
| Vladimir Novikov                                                                                                | paard voltige (m)        | 9e            | kwalificatie: 9de met 19,70 punten |
| Vladimir Artyomov                                                                                               | rekstok (m)              | Goud          | kwalificatie: 1ste met 19,90 punten finale: 1ste met 19,900 punten |
| Dmitry Bilozerchev                                                                                              | rekstok (m)              | 31e           | kwalificatie: 31ste met 19,35 punten |
| Lado Gogoladze                                                                                                  | rekstok (m)              | 15e           | kwalificatie: 15de met 19,55 punten |
| Sergey Kharkov                                                                                                  | rekstok (m)              | 15e           | kwalificatie: 15de met 19,55 punten |
| Valery Lyukin                                                                                                   | rekstok (m)              | Goud          | kwalificatie: 2de met 19,85 punten finale: 1ste met 19,900 punten |
| Vladimir Novikov                                                                                                | rekstok (m)              | 12e           | kwalificatie: 12de met 19,60 punten |
| Vladimir Artyomov                                                                                               | ringen (m)               | kwalificatie* | kwalificatie: 5de met 19,80 punten |
| Dmitry Bilozerchev                                                                                              | ringen (m)               | Goud          | kwalificatie: 1ste met 19,95 punten finale: 1ste met 19,925 punten |
| Lado Gogoladze                                                                                                  | ringen (m)               | 18e           | kwalificatie: 18de met 19,60 punten |
| Sergey Kharkov                                                                                                  | ringen (m)               | kwalificatie* | kwalificatie: 5de met 19,80 punten |
| Valery Lyukin                                                                                                   | ringen (m)               | 4e            | kwalificatie: 3de met 19,85 punten finale: 4de met 19,825 punten |
| Vladimir Novikov                                                                                                | ringen (m)               | 9e            | kwalificatie: 9de met 19,70 punten |
| Vladimir Artyomov                                                                                               | sprong (m)               | kwalificatie* | kwalificatie: 6de met 19,65 punten |
| Dmitry Bilozerchev                                                                                              | sprong (m)               | 9e            | kwalificatie: 9de met 19,60 punten |
| Lado Gogoladze                                                                                                  | sprong (m)               | 8e            | kwalificatie: 4de met 19,75 punten finale: 8ste met 19,512 punten |
| Sergey Kharkov                                                                                                  | sprong (m)               | 6e            | kwalificatie: 2de met 19,80 punten finale: 6de met 19,600 punten |
| Valery Lyukin                                                                                                   | sprong (m)               | 9e            | kwalificatie: 9de met 19,60 punten |
| Vladimir Novikov                                                                                                | sprong (m)               | 39e           | kwalificatie: 39ste met 19,25 punten |
| Vladimir Artyomov                                                                                               | vloer (m)                | Zilver        | kwalificatie: 1ste met 19,90 punten finale: 2de met 19,900 punten |
| Dmitry Bilozerchev                                                                                              | vloer (m)                | 9e            | kwalificatie: 9de met 19,75 punten |
| Lado Gogoladze                                                                                                  | vloer (m)                | 14e           | kwalificatie: 14de met 19,65 punten |
| Sergey Kharkov                                                                                                  | vloer (m)                | Goud          | kwalificatie: 1ste met 19,90 punten finale: 1ste met 19,925 punten |
| Valery Lyukin                                                                                                   | vloer (m)                | kwalificatie* | kwalificatie: 5de met 19,80 punten |
| Vladimir Novikov                                                                                                | vloer (m)                | 19e           | kwalificatie: 19de met 19,55 punten |
| Vladimir Artyomov                                                                                               | individuele meerkamp (m) | Goud          | kwalificatie: 1ste brug: 1ste met 19,95 punten paard voltige: 7de met 19,75 punten rekstok: 1ste met 19,90 punten ringen: 5de met 19,80 punten sprong: 6de met 19,65 punten vloer: 1ste met 19,90 punten totaal: 118,95 punten finale: 1ste brug: 5de met 9,90 punten paard voltige: 1ste met 10,00 punten rekstok: 2de met 9,95 punten ringen: 1ste met 10,00 punten sprong: 7de met 9,90 punten vloer: 2de met 9,90 punten totaal: 119,125 punten  |
| Dmitry Bilozerchev                                                                                              | individuele meerkamp (m) | Brons         | kwalificatie: 3de brug: 2de met 19,90 punten paard voltige: 1ste met 19,90 punten rekstok: 31ste met 19,35 punten ringen: 1ste met 19,95 punten sprong: 9de met 19,60 punten vloer: 9de met 19,75 punten totaal: 118,45 punten finale: 3de brug: 1ste met 10,00 punten paard voltige: 5de met 9,90 punten rekstok: 1ste met 10,00 punten ringen: 2de met 9,95 punten sprong: 1ste met 10,00 punten vloer: 2de met 9,90 punten totaal: 118,975 punten |
| Lado Gogoladze                                                                                                  | individuele meerkamp (m) | kwalificatie* | kwalificatie: 6de brug: 13de met 19,65 punten paard voltige: 22ste met 19,50 punten rekstok: 15de met 19,55 punten ringen: 18de met 19,60 punten sprong: 4de met 19,75 punten vloer: 14de met 19,65 punten totaal: 117,70 punten |
| Sergey Kharkov                                                                                                  | individuele meerkamp (m) | kwalificatie* | kwalificatie: 4de brug: 6de met 19,70 punten paard voltige: 12de met 19,65 punten rekstok: 15de met 19,55 punten ringen: 5de met 19,80 punten sprong: 2de met 19,80 punten vloer: 1ste met 19,90 punten totaal: 118,40 punten |
| Valery Lyukin                                                                                                   | individuele meerkamp (m) | Zilver        | kwalificatie: 2de brug: 2de met 19,90 punten paard voltige: 5de met 19,85 punten rekstok: 2de met 19,85 punten ringen: 3de met 19,85 punten sprong: 9de met 19,60 punten vloer: 5de met 19,80 punten totaal: 118,85 punten finale: 2de brug: 2de met 9,95 punten paard voltige: 1ste met 10,00 punten rekstok: 3de met 9,90 punten ringen: 3de met 9,90 punten sprong: 4de met 9,95 punten vloer: 2de met 9,90 punten totaal: 119,025 punten         |
| Vladimir Novikov                                                                                                | individuele meerkamp (m) | kwalificatie* | kwalificatie: 11de brug: 6de met 19,70 punten paard voltige: 9de met 19,70 punten rekstok: 12de met 19,60 punten ringen: 9de met 19,70 punten sprong: 39ste met 19,25 punten vloer: 19de met 19,55 punten totaal: 117,50 punten |
| Vladimir Artemov Dmitri Bilozertsjev Sergei Charkow Vladimir Gogoladze Valery Ljoekin Vladimir Novikov          | meerkamp team (m)        | Goud          | brug: 1ste met 99,15 punten paard voltige: 1ste met 98,85 punten rekstok: 1ste met 98,70 punten ringen: 1ste met 99,10 punten sprong: 1ste met 98,50 punten vloer: 1ste met 99,05 punten totaal: 593,35 punten |
| |                          |               | |
| Sviatlana Bahinskaya                                                                                            | balk (v)                 | 5e            | kwalificatie: 1ste met 19,875 punten finale: 5de met 19,787 punten |
| Svetlana Baitova                                                                                                | balk (v)                 | kwalificatie* | kwalificatie: 7de met 19,700 punten |
| Natālija Laščonova                                                                                              | balk (v)                 | kwalificatie* | kwalificatie: 9de met 19,625 punten |
| Yelena Shevchenko                                                                                               | balk (v)                 | 14e           | kwalificatie: 14de met 19,550 punten |
| Yelena Shushunova                                                                                               | balk (v)                 | Zilver        | kwalificatie: 3de met 19,850 punten finale: 2de met 19,875 punten |
| Olga Strazheva                                                                                                  | balk (v)                 | 66e           | kwalificatie: 66ste met 18,800 punten |
| Sviatlana Bahinskaya                                                                                            | brug (v)                 | 5e            | kwalificatie: 5de met 19,825 punten finale: 5de met 19,899 punten |
| Svetlana Baitova                                                                                                | brug (v)                 | 9e            | kwalificatie: 9de met 19,675 punten |
| Natālija Laščonova                                                                                              | brug (v)                 | 9e            | kwalificatie: 9de met 19,675 punten |
| Yelena Shevchenko                                                                                               | brug (v)                 | 28e           | kwalificatie: 28ste met 19,475 punten |
| Yelena Shushunova                                                                                               | brug (v)                 | Brons         | kwalificatie: 3de met 19,925 punten finale: 3de met 19,962 punten |
| Olga Strazheva                                                                                                  | brug (v)                 | kwalificatie* | kwalificatie: 5de met 19,825 punten |
| Sviatlana Bahinskaya                                                                                            | sprong (v)               | Goud          | kwalificatie: 2de met 19,875 punten finale: 1ste met 19,905 punten |
| Svetlana Baitova                                                                                                | sprong (v)               | 14e           | kwalificatie: 14de met 19,615 punten |
| Natālija Laščonova                                                                                              | sprong (v)               | kwalificatie* | kwalificatie: 4de met 19,800 punten |
| Yelena Shevchenko                                                                                               | sprong (v)               | kwalificatie* | kwalificatie: 9de met 19,700 punten |
| Yelena Shushunova                                                                                               | sprong (v)               | 8e            | kwalificatie: 1ste met 20,000 punten finale: 8ste met 19,712 punten |
| Olga Strazheva                                                                                                  | sprong (v)               | kwalificatie* | kwalificatie: 6de met 19,775 punten |
| Sviatlana Bahinskaya                                                                                            | vloer (v)                | Zilver        | kwalificatie: 4de met 19,825 punten finale: 2de met 19,887 punten |
| Svetlana Baitova                                                                                                | vloer (v)                | 31e           | kwalificatie: 31ste met 19,425 punten |
| Natālija Laščonova                                                                                              | vloer (v)                | kwalificatie* | kwalificatie: 5de met 19,800 punten |
| Yelena Shevchenko                                                                                               | vloer (v)                | 17e           | kwalificatie: 17de met 19,625 punten |
| Yelena Shushunova                                                                                               | vloer (v)                | 7e            | kwalificatie: 1ste met 19,900 punten finale: 7de met 19,575 punten |
| Olga Strazheva                                                                                                  | vloer (v)                | 84e           | kwalificatie: 84ste met 9,775 punten |
| Sviatlana Bahinskaya                                                                                            | individuele meerkamp (v) | Brons         | kwalificatie: 3de balk: 1ste met 19,875 punten brug: 5de met 19,825 punten sprong: 2de met 19,875 punten vloer: 4de met 19,825 punten totaal: 79,400 punten finale: 3de balk: 3de met 9,900 punten brug: 3de met 9,950 punten sprong: 2de met 9,950 punten vloer: 5de met 9,900 punten totaal: 79,400 punten |
| Svetlana Baitova                                                                                                | individuele meerkamp (v) | kwalificatie* | kwalificatie: 13de balk: 7de met 19,700 punten brug: 9de met 19,675 punten sprong: 14de met 19,625 punten vloer: 31ste met 19,425 punten totaal: 78,425 punten |
| Natālija Laščonova                                                                                              | individuele meerkamp (v) | 5e            | kwalificatie: 5de balk: 9de met 19,625 punten brug: 9de met 19,675 punten sprong: 4de met 19,800 punten vloer: 5de met 19,800 punten totaal: 78,900 punten finale: 5de balk: 6de met 9,875 punten brug: 14de met 9,825 punten sprong: 7de met 9,825 punten vloer: 5de met 9,900 punten totaal: 78,875 punten |
| Yelena Shevchenko                                                                                               | individuele meerkamp (v) | kwalificatie* | kwalificatie: 14de balk: 14de met 19,550 punten brug: 28ste met 19,475 punten sprong: 9de met 19,700 punten vloer: 17de met 19,625 punten totaal: 78,350 punten |
| Yelena Shushunova                                                                                               | individuele meerkamp (v) | Goud          | kwalificatie: 1ste balk: 3de met 19,850 punten brug: 3de met 19,925 punten sprong: 1ste met 20,000 punten vloer: 1ste met 19,900 punten totaal: 79,675 punten finale: 1ste balk: 2de met 9,925 punten brug: 4de met 9,900 punten sprong: 1ste met 10,000 punten vloer: 1ste met 10,000 punten totaal: 79,662 punten |
| Olga Strazheva                                                                                                  | individuele meerkamp (v) | 84e           | kwalificatie: 84ste balk: 66ste met 18,800 punten brug: 5de met 19,825 punten sprong: 6de met 19,775 punten vloer: 84ste met 9,775 punten totaal: 68,175 punten |
| Svetlana Baitova Svetlana Boginskaja Natalja Lasjtsjenova Jelena Sjoesjoenova Jelena Sjevtsjenko Olga Strazjeva | meerkamp team (v)        | Goud          | balk: 1ste met 98,750 punten brug: 1ste met 98,925 punten sprong: 1ste met 99,150 punten vloer: 1ste met 98,650 punten totaal: 395,475 punten |

### Handbal

#### Mannen
| Olympiër | Discipline | Resultaat | Prestatie |
| --- | ---------- | --------- | --- |
| Aleksandr Karshakevich Voldemaras Novickis Vyacheslav Atavin Igor Chumak Valery Gopin Andrey Lavrov Yuri Nesterov Aleksandr Rymanov Konstantin Sharovarov Yuri Shevtsov Georgi Sviridenko Aleksandr Tuchkin Andrey Tyumentsev Mikhail Vasilev | mannen     | Goud      | groep A: 1ste W van Joegoslavië: 24-18 W van Zweden: 22-18 W van Verenigde Staten: 26-14 W van Algerije: 26-13 W van IJsland: 32-19 finale: W van Zuid-Korea: 32-25 |

| Groep A |                  |             |             |             |             |            |            |            |        |
| #       | Land             | Wedstrijden | Wedstrijden | Wedstrijden | Wedstrijden | Doelpunten | Doelpunten | Doelpunten | Punten |
| #       | Land             | G           | W           | G           | V           | V          | T          | Saldo      | Punten |
| 1       | Sovjet-Unie      | 5           | 5           | 0           | 0           | 130        | 82         | +48        | 10     |
| 2       | Joegoslavië      | 5           | 3           | 1           | 1           | 116        | 109        | +7         | 7      |
| 3       | Zweden           | 5           | 3           | 0           | 2           | 106        | 91         | +15        | 6      |
| 4       | IJsland          | 5           | 2           | 1           | 2           | 96         | 102        | -6         | 5      |
| 5       | Algerije         | 5           | 1           | 0           | 4           | 89         | 109        | -20        | 2      |
| 6       | Verenigde Staten | 5           | 0           | 0           | 5           | 81         | 125        | -44        | 0      |

| Ronde        | Datum | Plaats      | Land  | Score            | Land |
| ------------ | ----- | ----------- | ----- | ---------------- | ---- |
| Groepsfase   |       |             |       |                  |      |
| 20 september | Seoel | Joegoslavië | 18-24 | Sovjet-Unie      |      |
| 22 september | Seoel | Zweden      | 18-22 | Sovjet-Unie      |      |
| 24 september | Seoel | Sovjet-Unie | 26-14 | Verenigde Staten |      |
| 26 september | Seoel | Sovjet-Unie | 26-13 | Algerije         |      |
| 28 september | Seoel | IJsland     | 19-32 | Sovjet-Unie      |      |
| 7-8ste plek  |       |             |       |                  |      |
| 1 oktober    | Seoel | Sovjet-Unie | 32-25 | Zuid-Korea       |      |

#### Vrouwen
| Olympiër | Discipline | Resultaat | Prestatie |
| --- | ---------- | --------- | --- |
| Natalya Anisimova Maryna Bazhanova Tatyana Dzhandzhgava Elina Guseva Tetyana Horb Larysa Karlova Natalya Lapitskaya Svitlana Mankova Nataliya Matryuk Natalya Morskova Olena Nemashkalo Nataliya Rusnachenko Olha Semenova Yevheniya Tovstohan Zinaida Turchyna | vrouwen    | Brons     | groep B: 1ste W van China: 24-19 W van Ivoorkust: 32-11 G van Noorwegen: 26-14 finale groep: 3de W van Joegoslavië: 18-15 V van Zuid-Korea: 19-21 |

| Groep B |             |             |             |             |             |            |            |            |        |
| #       | Land        | Wedstrijden | Wedstrijden | Wedstrijden | Wedstrijden | Doelpunten | Doelpunten | Doelpunten | Punten |
| #       | Land        | G           | W           | G           | V           | V          | T          | Saldo      | Punten |
| 1       | Sovjet-Unie | 3           | 2           | 1           | 0           | 75         | 49         | +26        | 5      |
| 2       | Noorwegen   | 3           | 2           | 1           | 0           | 75         | 53         | +22        | 5      |
| 3       | China       | 3           | 1           | 0           | 2           | 76         | 58         | +18        | 2      |
| 4       | Ivoorkust   | 3           | 0           | 0           | 3           | 37         | 103        | -66        | 0      |

| Ronde        | Datum | Plaats      | Land  | Score     | Land |
| ------------ | ----- | ----------- | ----- | --------- | ---- |
| Groepsfase   |       |             |       |           |      |
| 21 september | Seoel | Sovjet-Unie | 24-19 | China     |      |
| 23 september | Seoel | Sovjet-Unie | 32-11 | Ivoorkust |      |
| 25 september | Seoel | Sovjet-Unie | 19-19 | Noorwegen |      |

| Finale groep |             |             |             |             |             |            |            |            |        |
| #            | Land        | Wedstrijden | Wedstrijden | Wedstrijden | Wedstrijden | Doelpunten | Doelpunten | Doelpunten | Punten |
| #            | Land        | G           | W           | G           | V           | V          | T          | Saldo      | Punten |
| 1            | Zuid-Korea  | 3           | 2           | 0           | 1           | 63         | 61         | +2         | 4      |
| 2            | Noorwegen   | 3           | 1           | 1           | 1           | 59         | 57         | +2         | 3      |
| 3            | Sovjet-Unie | 3           | 1           | 1           | 1           | 56         | 55         | +1         | 3      |
| 4            | Joegoslavië | 3           | 1           | 0           | 2           | 52         | 57         | -5         | 2      |

| Ronde        | Datum | Plaats      | Land  | Score       | Land |
| ------------ | ----- | ----------- | ----- | ----------- | ---- |
| Finale ronde |       |             |       |             |      |
| 27 september | Seoel | Joegoslavië | 15-18 | Sovjet-Unie |      |
| 29 september | Seoel | Zuid-Korea  | 21-19 | Sovjet-Unie |      |

### Hockey
| Olympiër | Discipline | Resultaat | Prestatie |
| --- | ---------- | --------- | --- |
| Vladimir Antakov Igor Atanov Mikhail Bukatin Vyacheslav Chechenev Igor Davydov Viktor Deputatov Aleksandr Domashev Sos Hayrapetyan Aleksandr Myasnikov Yevgeny Nechayev Mikhail Nichepurenko Sergey Pleshakov Vladimir Pleshakov Nikolay Sankovets Sergey Shakhvorostov Igor Yulchiyev | mannen     | 7e        | groep B: 1ste W van India: 1-0 W van Zuid-Korea: 3-1 G van Canada: 0-0 V van Groot-Brittannië: 1-3 V van Bondsrepubliek Duitsland: 0-6 5-8ste plek: V van Pakistan: 0-1 7-8ste plek: W van Argentinië: 4-1 |

| Groep B |                          |             |             |             |             |            |            |            |        |
| #       | Land                     | Wedstrijden | Wedstrijden | Wedstrijden | Wedstrijden | Doelpunten | Doelpunten | Doelpunten | Punten |
| #       | Land                     | G           | W           | G           | V           | V          | T          | Saldo      | Punten |
| 1       | Bondsrepubliek Duitsland | 5           | 4           | 1           | 0           | 13         | 3          | +10        | 9      |
| 2       | Groot-Brittannië         | 5           | 3           | 1           | 1           | 12         | 5          | +7         | 7      |
| 3       | India                    | 5           | 2           | 1           | 2           | 9          | 7          | +2         | 5      |
| 4       | Sovjet-Unie              | 5           | 2           | 1           | 2           | 5          | 10         | -5         | '5     |
| 5       | Zuid-Korea               | 5           | 0           | 2           | 3           | 5          | 10         | -5         | 2      |
| 6       | Canada                   | 5           | 0           | 2           | 3           | 3          | 12         | -9         | 2      |

| Ronde        | Datum | Plaats                   | Land | Score       | Land |
| ------------ | ----- | ------------------------ | ---- | ----------- | ---- |
| Groepsfase   |       |                          |      |             |      |
| 18 september | Seoel | Sovjet-Unie              | 1-0  | India       |      |
| 20 september | Seoel | Sovjet-Unie              | 3-1  | Zuid-Korea  |      |
| 22 september | Seoel | Sovjet-Unie              | 0-0  | Canada      |      |
| 24 september | Seoel | Groot-Brittannië         | 3-1  | Sovjet-Unie |      |
| 26 september | Seoel | Bondsrepubliek Duitsland | 6-0  | Sovjet-Unie |      |
| 5-8ste plek  |       |                          |      |             |      |
| 28 september | Seoel | Pakistan                 | 1-0  | Sovjet-Unie |      |
| 7-8ste plek  |       |                          |      |             |      |
| 30 september | Seoel | Sovjet-Unie              | 4-1  | Argentinië  |      |

### Judo
| Olympiër               | Discipline | Resultaat | Prestatie |
| ---------------------- | ---------- | --------- | --- |
| Amiran T'ot'ik'ashvili | -60kg (m)  | Brons     | 1ste ronde: vrij 2de ronde: V van KOR Kim: koka herkansingen: W van SUR Madhar: ippon herkansingen 2: W van BRA Pessoa: ippon herkansingen 3: W van FRG Dietz: yuko bronzen finale: W van FRA Roux: yuko                                 |
| Yury Sokolov           | -65kg (m)  | 34e       | 1ste ronde: V van FRA Carabetta: waza-ari |
| Giorgi Tenadze         | -71kg (m)  | Brons     | 1ste ronde: W van ESA Tenadze: ippon 2de ronde: W van NEP Bahadur Dangol: sogo-gachi 3de ronde: W van JPN Koga: yuko kwartfinale: W van AUS Brain: ippon halve finale: V van FRA Alexandre: koka bronzen finale: W van HUN Hajtós: ippon |
| Giorgi Tenadze         | -78kg (m)  | Brons     | 1ste ronde: vrij 2de ronde: W van USA Morris: yusei-gachi 3de ronde: W van TUR Çakiroglu: sogo-gachi kwartfinale: W van FIN Metsola: ippon halve finale: V van POL Varaev: yusei-gachi bronzen finale: W van CAN Doherty: ippon          |
| Vladimir Shestakov     | -86kg (m)  | Zilver    | 1ste ronde: vrij 2de ronde: W van FIJ Basalusalu: ippon 3de ronde: W van TPE Chiu: ippon kwartfinale: W van GBR White: yusei-gachi halve finale: W van NED Spijkers: koka finale: V van AUT Seisenbacher: yusei-gachi                    |
| Viktor Poddubny        | -95kg (m)  | 34e       | 1ste ronde: vrij 2de ronde: V van BEL Van de Walle: ippon |
| Grigory Verichev       | +95kg (m)  | Brons     | 1ste ronde: W van YUG Kusmuk: waza-ari 2de ronde: W van MGL Bat-Erdene: ippon kwartfinale: W van BRA Flexa: yusei-gachi halve finale: V van GDR Stöhr: yusei-gachi bronzen finale: W van HUN Dubrovszky: yuko                            |

### Kanovaren
| Olympiër                                                                    | Discipline    | Resultaat | Prestatie                                                                                                   |
| --------------------------------------------------------------------------- | ------------- | --------- | --- |
| Michał Śliwiński                                                            | C-1 500m (m)  | Zilver    | serie 1: 1ste in 1.51,90 halve finale 1: 1ste in 1.52,86 finale: 2de in 1.57,26                             |
| Ivans Klementyev                                                            | C-1 1000m (m) | Goud      | serie 2: 1ste in 4.05,02 halve finale 2: 1ste in 4.05,06 finale: 1ste in 4.12,78                            |
| Nicolae Juravschi Viktor Reneysky                                           | C-2 500m (m)  | Goud      | serie 3: 2de in 1.42,80 halve finale 2: 1ste in 1.45,16 finale: 1ste in 1.41,77                             |
| Nicolae Juravschi Viktor Reneysky                                           | C-2 1000m (m) | Goud      | serie 1: 1ste in 3.48,27 halve finale 1: 1ste in 3.46,85 finale: 1ste in 3.48,36                            |
| Viktor Pusev                                                                | K-1 500m (m)  | 9e        | serie 1: 3de in 1.42,30 halve finale 3: 1ste in 1.42,90 finale: 9de in 1.48,83                              |
| Dmitriy Bankovskiy                                                          | K-1 1000m (m) | 9e        | serie 1: 2de in 3.43,32 halve finale 3: 2de in 3.42,14 finale: 4de in 3.56,49                               |
| Viktor Denisov Igor Nagaev                                                  | K-2 500m (m)  | Zilver    | serie 1: 1ste in 1.33,20 halve finale 1: 2de in 1.34,46 finale: 2de in 1.34,15                              |
| Sergey Galkov Sergey Kalesnik                                               | K-2 1000m (m) | 10e       | serie 1: 2de in 3.27,06 halve finale 2: 4de in 3.27,03                                                      |
| Viktor Denisov Sergey Kirsanov Aleksandr Motuzenko Igor Nagaev              | K-4 1000m (m) | Zilver    | serie 3: 2de in 3.03,30 halve finale 2: 1ste in 3.09,07 finale: 2de in 3.01,40                              |
|                                                                             |               |           | |
| Galina Savenko                                                              | K-1 500m (v)  | 7e        | serie 2: 3de in 1.56,24 halve finale 3: 3de in 2.01,56 finale: 7de in 2.00,88                               |
| Irina Khmelevskaya Irina Salomykova                                         | K-2 500m (v)  | 5e        | serie 1: 4de in 1.47,30 herkansingen: 1ste in 1.49,81 halve finale 3: 2de in 1.49,55 finale: 5de in 1.47,68 |
| Aleksandra Apanovich Irina Khmelevskay Nadezhda Kovalevich Irina Salomykova | K-4 500m (v)  | 4e        | serie 1: 2de in 1.37,78 finale: 4de in 1.44,26                                                              |

### Moderne vijfkamp
| Olympiër                                          | Discipline      | Resultaat | Prestatie |
| ------------------------------------------------- | --------------- | --------- | --- |
| Anatoly Avdeyev                                   | individueel (m) | 35e       | paardensport: 56ste met 680 punten schermen: 14de met 38 overwinningen zwemmen: 3de in 3.13,75 schietsport: 34ste met 189 punten atletiek: 31ste in 13.50,92 totaal: 4840 punten    |
| Vakho Iagorashvili                                | individueel (m) | Brons     | paardensport: 23ste met 980 punten schermen: 8ste met 40 overwinningen zwemmen: 2de in 3.11,23 schietsport: 16de met 193 punten atletiek: 19de in 13.25,91 totaal: 5367 punten      |
| German Yuferov                                    | individueel (m) | 20e       | paardensport: 54ste met 716 punten schermen: 6de met 42 overwinningen zwemmen: 4de in 3.13,82 schietsport: 22ste met 191 punten atletiek: 25ste in 13.47,16 totaal: 5007 punten     |
| Anatoly Avdeyev Vakho Iagorashvili German Yuferov | team (m)        | 5e        | paardensport: 13de met 2376 punten schermen: 2de met 27,35 punten zwemmen: 1ste met 3992 punten schietsport: 7de met 2802 punten atletiek: 9de met 3309 punten totaal: 15214 punten |

### Paardensport
| Olympiër                                                                  | Discipline  | Resultaat | Prestatie |
| Dressuur                                                                  | Dressuur    | Dressuur  | Dressuur |
| ------------------------------------------------------------------------- | ----------- | --------- | --- |
| Olga Klimko                                                               | individueel | 24e       | kwalificatie: 24ste met 1272 punten                                                                           |
| Yury Kovshov                                                              | individueel | 28e       | kwalificatie: 28ste met 1259 punten                                                                           |
| Nina Menkova                                                              | individueel | 9e        | kwalificatie: 8ste met 1395 punten finale: 9de met 1354 punten                                                |
| Anatoly Tankov                                                            | individueel | 31e       | kwalificatie: 31ste met 1249 punten                                                                           |
| Olga Klimko Yury Kovshov Nina Menkova Anatoly Tankov                      | team        | 4e        | 3926 punten                                                                                                   |
| Springconcours                                                            |             |           | |
| Vyacheslav Chukanov                                                       | individueel | DNF       | kwalificatie: niet gefinisht 1ste ronde: 68ste met 5,00 punten 2de ronde: niet gestart                        |
| Sergejs Šakurovs                                                          | individueel | DNF       | kwalificatie: niet gefinisht 1ste ronde: 69ste met 4,00 punten 2de ronde: niet gestart                        |
| Anatoly Timoshenko                                                        | individueel | 46e       | kwalificatie: 46ste 1ste ronde: 56ste met 18,00 punten 2de ronde: 33ste met 42,00 punten totaal: 60,00 punten |
| Raimundas Udrakis                                                         | individueel | DNF       | kwalificatie: niet gefinisht 1ste ronde: 66ste met 7,00 punten 2de ronde: niet gestart                        |
| Vyacheslav Chukanov Sergejs Šakurovs Anatoly Timoshenko Raimundas Udrakis | team        | DNF       | 1ste ronde: 15de met 80,25 punten                                                                             |

### Roeien
| Olympiër | Discipline      | Resultaat | Prestatie |
| --- | --------------- | --------- | --- |
| Jüri Jaanson | skiff (m)       | 8e        | serie 2: 3de in 7.41,28 herkansingen: 1ste in 7.04,04 halve finale 1: 6de in 7.32,51 finale B: 2de in 7.35,09 |
| Oleksandr Marchenko Vasily Yakusha | dubbel-twee (m) | Brons     | serie 1: 1ste in 6.16,77 halve finale 1: 1ste in 6.21,78 finale: 3de in 6.22,87                               |
| Valery Vyrvich Igor Zuborenko | twee-zonder (m) | 6e        | serie 1: 4de in 6.43,21 herkansingen: 3de in 6.57,39 halve finale 1: 3de in 6.50,49 finale: 6de in 6.51,11    |
| Roman Kazantsev Andrey Korikov Andrey Lipsky | twee-met (m)    | 6e        | serie 2: 1ste in 7.12,96 halve finale 2: 3de in 7.01,78 finale: 6de in 7.06,07                                |
| Siarhei Kiniakin Pavel Krupko Oleksandr Zaskalko Yury Zelikovich                                                                                            | dubbel-vier (m) | 4e        | serie 2: 2de in 5.51,70 halve finale 2: 2de in 5.54,62 finale: 4de in 5.57,18                                 |
| Nikolay Pimenov Yury Pimenov Sergey Smirnov Ivan Vysotsky                                                                                                   | vier-zonder (m) | 6e        | serie 1: 3de in 6.11,15 halve finale 1: 2de in 6.03,25 finale: 6de in 11.03,77                                |
| Sigitas Kučinskas Jonas Narmontas Vladimir Romanishin Sergey Titov Igor Zotov                                                                               | vier-met (m)    | DNF       | serie 3: 2de in 6.16,53 halve finale 2: 5de in 6.16,69 finale B: niet gestart                                 |
| Venjamin Boet Viktor Didoek Aleksandr Doemtsjev Pavel Goerkovski Nikolai Komarov Aleksandr Loekjanov Viktor Omeljanovitsj Vassili Tichanov Andrej Vassiljev | acht (m)        | Zilver    | serie 1: 1ste in 5.34,95 finale: 2de in 5.48,01                                                               |
| |                 |           | |
| Nataliya Kvasha | skiff (v)       | 8e        | serie 2: 4de in 7.59,95 herkansingen: 1ste in 8.06,11 halve finale 2: 4de in 7.45,50 finale B: 2de in 8.00,73 |
| Mariya Omelyanovich Marina Zhukova | dubbel-twee (v) | 4e        | serie 1: 2de in 7.35,82 herkansingen: 1ste in 7.30,00 finale: 4de in 7.12,67                                  |
| Marina Smorodina Sarmīte Stone | twee-met (v)    | 5e        | serie 1: 4de in 8.23,68 herkansingen: 2de in 8.07,67 finale: 5de in 7.53,19                                   |
| Antonina Doemtsjeva Inna Frolova Irina Kalimbet Svetlana Mazij                                                                                              | dubbel-vier (v) | Zilver    | serie 1: 3de in 6.35,55 herkansingen: 1ste in 6.27,75 finale: 2de in 6.23,47                                  |
| Valiantsina Khokhlava Reda Ribinskaitė Marina Suprun Yelena Teryoshina Irina Teterina                                                                       | vier-met (v)    | 9e        | serie 2: 2de in 7.28,73 herkansingen: 3de in 7.35,22 finale B: 3de in 7.27,20                                 |
| Lidiya Averyanova Sandra Brazauskaitė Nataliya Fedorenko Aušra Gudeliūnaitė Yelena Pukhayeva Nadezhda Sugako Margarita Teselko Sariya Zakirova Maryna Znak  | acht (v)        | 4e        | serie 2: 1ste in 6.20,90 finale: 4de in 6.22,35                                                               |

### Schermen
| Olympiër                                                                              | Discipline      | Resultaat | Prestatie |
| ------------------------------------------------------------------------------------- | --------------- | --------- | --- |
| Vladimir Reznichenko                                                                  | degen (m)       | 8e        | 1ste ronde groep 9: 1ste W van AUT Strohmeyer: 5-2 W van KOR Lee: 5-4 W van BEL Joos: 5-1 W van JOR Abuzamia: 5-2 2de ronde groep 6: 2de V van SUI Gaille: 2-5 W van BRA Machado: 5-4 W van COL Miguel Paz: 5-2 W van KOR Lee: 5-3 3de ronde groep 3: 4de V van FRA Srecki: 4-5 V van SWE Vánky: 4-5 V van BEL Joos: 1-5 W van GDR Proske: 5-1 W van BRA Lazzarini: 5-2 4de ronde: W van HUN Székely: 10-5 5de ronde: W van FRG Schmitt: 10-9 6de ronde: W van COL Rivas: 10-5 kwartfinale: V van FRA Riboud: 9-10 |
| Andrey Shuvalov                                                                       | degen (m)       | Brons     | 1ste ronde groep 4: 2de V van SWE Drakenberg: 2-5 W van BRA Machado: 5-3 W van AUS Davidson: 5-2 W van TPE Wang: 5-3 2de ronde groep 5: 1ste W van AUT Birnbaum: 5-1 W van FRA Riboud: 5-3 W van CHN Du: 5-3 W van ESP de la Peña: 5-4 3de ronde groep 4: 1ste W van AUT Nagele: 5-2 W van ITA Pantano: 5-4 W van FRG Pusch: 5-2 W van HUN Pásztor: 5-4 W van SUI Kuhn: 5-2 4de ronde: W van CHN Du: 10-6 5de ronde: W van NZL Brill: 10-9 6de ronde: W van FRG Pusch: 10-6 kwartfinale: W van NZL Brill: 10-3 halve finale: V van FRG Schmitt: 9-10 bronzen finale: W van ITA Cuomo: 10-8                                                                 |
| Mikhail Tishko                                                                        | degen (m)       | 26e       | 1ste ronde groep 11: 2de W van AUT Birnbaum: 5-3 W van NZL Brill: 5-0 V van FIN Winter: 1-5 W van ARU Thomas: 5-3 W van HKG Keung: 5-1 2de ronde groep 11: 3de V van SWE Bergström: 3-5 W van HUN Kolczonay: 5-4 W van BRA Lazzarini: 5-2 W van HKG Chan: 5-2 3de ronde groep 1: 2de V van SWE Bergström: 4-5 W van AUT Strohmeyer: 5-4 V van COL Rivas: 3-5 W van USA Trevor: 5-1 W van POL Siess: 5-3 4de ronde: V van HUN Kolczonay: 9-10 herkansingen: V van NED Ganeff: 4-10 |
| Andrei Sjoevalov Pavel Kolobkov Vladimir Resnitschenko Mikhail Tisjko Igor Tikhomirov | degen team (m)  | Brons     | 1ste ronde groep 2: 1ste W van Canada: 9-3 W van Nederland: 8-1 2de ronde: vrij kwartfinale: W van Zweden: 9-5 halve finale: V van Frankrijk: 5-9 bronzen finale: W van Italië: 8-8 |
| Boris Koretsky                                                                        | floret (m)      | 16e       | 1ste ronde groep 9: 1ste W van GBR McKenzie: 5-2 W van KOR Kim: 5-0 W van BRA Machado: 5-1 W van TPE Yan: 5-2 V van HUN Szekeres: 3-5 2de ronde groep 6: 2de V van FRA Bel: 4-5 W van JPN Emura: 5-4 W van EGY Monem El-Husseini: 5-3 W van GBR Harper: 5-1 W van USA Littell: 5-4 3de ronde groep 7: 2de V van GBR Gosbee: 2-5 W van POL Bandach: 5-3 W van CAN Rocheleau: 5-4 W van CHN Leo: 5-3 4de ronde: V van GDR Wagner: 5-10 herkansingen: W van CHN Zhang: 10-8 herkansingen 2: W van KOR Kim: 10-3 herkansingen 3: V van FRA Omnès: 9-10 |
| Ilgar Mamedov                                                                         | floret (m)      | 10e       | 1ste ronde groep 2: 2de V van FRG Behr: 0-5 W van SWE Kajbjer: 5-1 W van GDR Enkelmann: 5-0 W van KUW Khaled: 5-1 2de ronde groep 5: 2de V van POL Zych: 4-5 W van GBR McKenzie: 5-4 W van CAN Rocheleau: 5-4 W van KOR Kim: 5-1 W van JPN Kanatsu: 5-3 3de ronde groep 5: 1ste W van AUT Wendt: 5-4 W van FRG Schreck: 5-2 V van CAN Giasson: 3-5 W van SWE Kajbjer: 5-2 4de ronde: W van GBR McKenzie: 10-5 5de ronde: V van FRG Schreck: 10-7 herkansingen 2: W van CHN Liu: 10-6 herkansingen 3: W van POL Zych: 10-7 herkansingen 4: V van HUN Érsek: 7-10                                                                                            |
| Aleksandr Romankov                                                                    | floret (m)      | Brons     | 1ste ronde groep 8: 1ste W van GBR Gosbee: 5-2 W van ESP Esperanza: 5-3 W van USA Littell: 5-2 W van BRA Lazzarini: 5-3 W van INA Alkindi: 5-0 2de ronde groep 1: 1ste W van HUN Szekeres: 5-4 W van GDR Howe: 5-4 W van CAN Giasson: 5-3 W van CAN Angers: 5-0 V van ESP Esperanza: 0-5 3de ronde groep 6: 2de V van FRA Omnès: 1-5 W van CHN Liu: 5-4 W van KOR Kim: 5-4 W van SWE Strand: 5-4 4de ronde: W van AUT Wendt: 10-2 5de ronde: W van HUN Gatai: 10-2 6de ronde: V van ITA Numa: 7-10 herkansingen 4: W van USA Lewison: 10-1 kwartfinale: W van ITA Numa: 11-9 halve finale: V van ITA Cerioni: 5-10 bronzen finale: W van FRG Schreck: 10-8 |
| Vladimir Aptsiaoeri Anvar Ibragimov Boris Koretsky Ilgar Mamedov Aleksandr Romankov   | floret team (m) | Goud      | 1ste ronde groep 2: 1ste W van Polen: 9-3 W van Canada: 9-1 W van Hongkong: 9-0 kwartfinale: W van China: 9-5 halve finale: W van Hongarije: 8-8 finale: W van Bondsrepubliek Duitsland: 9-5 |
| Andrey Alshan                                                                         | sabel (m)       | 16e       | 1ste ronde groep 4: 1ste W van POL Olech: 5-4 W van HUN Nébald: 5-2 W van USA Westbrook: 5-4 W van ESP García: 5-2 W van KOR Kim: 5-2 W van BOL Bleyer: 5-2 2de ronde groep 4: 1ste W van FRG Becker: 5-4 W van FRA Guichot: 5-1 W van CHN Zheng: 5-2 W van KOR Lee: 5-2 3de ronde groep 1: 2de V van FRA Guichot: 4-5 W van FRG Becker: 5-4 W van ITA Scalzo: 5-2 W van CAN Banos: 5-3 V van HUN Bujdosó: 3-5 4de ronde: W van USA Mormando: 10-1 5de ronde: V van FRA Delrieu: 6-10 herkansingen 2: V van ITA Scalzo: 8-10 |
| Sergey Mindirgasov                                                                    | sabel (m)       | 17e       | 1ste ronde groep 6: 1ste W van POL Kościelniakowski: 5-1 W van ITA Dalla Barba: 5-0 V van FRG Becker: 4-5 W van CAN Balk: 5-0 W van KOR Lee: 5-3 2de ronde groep 3: 3de V van ITA Marin: 3-5 W van FRA Lamour: 5-3 W van CAN Banos: 5-4 W van ESP García: 5-4 3de ronde groep 3: 5de V van HUN Nébald: 3-5 V van FRA Delrieu: 3-5 W van FRG Nolte: 5-1 V van POL Olech: 3-5 W van CHN Zhaokang: 5-0 |
| Georgy Pogosov                                                                        | sabel (m)       | 6e        | 1ste ronde groep 2: 2de W van BUL Etropolski: 5-3 W van CHN Zheng: 5-3 W van CAN Banos: 5-2 W van USA Lofton: 5-4 W van BRA Ávila: 5-0 V van FRA Guichot: 3-5 2de ronde groep 5: 1ste W van POL Kościelniakowski: 5-4 W van HUN Gedővári: 5-3 W van USA Westbrook: 5-3 W van CHN Jia: 5-2 3de ronde groep 4: 3de V van HUN Gedővári: 2-5 V van ITA Marin: 2-5 W van POL Piguła: 5-2 W van USA Westbrook: 5-4 W van BUL Etropolski: 5-3 4de ronde: W van FRA Lamour: 10-9 5de ronde: V van FRG Nolte: 7-10 herkansingen 2: W van ITA Dalla Barba: 10-7 kwartfinale: V van FRA Delrieu: 9-10                                                                 |
| Andrej Alsjan Michail Boertsev Sergej Korjasjkin Sergej Mindirgassov Georgi Pogossov  | sabel team (m)  | Zilver    | 1ste ronde groep 3: 1ste W van Polen: 9-7 W van Canada: 9-1 W van China: 9-1 kwartfinale: vrij halve finale: W van Frankrijk: 9-7 finale: V van Hongarije: 8-8 |
|                                                                                       |                 |           | |
| Yelena Glikina                                                                        | floret (v)      | 8e        | 1ste ronde groep 8: 2de V van FRG Bau: 2-5 W van SWE Palm: 5-2 W van ROU Lazăr: 5-3 W van MEX López: 5-1 2de ronde groep 1: 1ste W van FRG Funkenhauser: 5-2 W van JPN Oka: 5-0 W van SWE Palm: 5-2 W van USA O'Neill: 5-2 V van CHN Sun: 4-5 3de ronde groep 2: 3de V van KOR Sin: 4-5 V van ITA Vaccaroni: 0-5 W van CAN Philion: 5-1 W van GBR McIntosh: 5-0 V van FRG Bau: 2-5 4de ronde: W van KOR Tak: 8-7 5de ronde: W van ITA Zalaffi: 8-7 kwartfinale: V van HUN Jánosi: 4-8 |
| Tatyana Sadovskaya                                                                    | floret (v)      | 5e        | 1ste ronde groep 4: 2de V van ITA Vaccaroni: 3-5 W van CHN Qinqyuan: 5-2 W van USA O'Neill: 5-4 W van JPN Miyahara: 5-3 2de ronde groep 3: 1ste W van HUN Jánosi: 5-3 W van KOR Sin: 5-1 W van GBR Ann Martin: 5-3 W van USA Monplaisir: 5-0 V van ITA Vaccaroni: 2-5 3de ronde groep 3: 2de W van ITA Zalaffi: 5-4 W van ROU Lazăr: 5-4 W van FRG Fichtel: 5-3 V van HUN Némethné Jánosi: 2-5 W van POL Sobczak: 5-2 4de ronde: W van POL Królikowska: 8-6 5de ronde: V van FRG Fichtel: 4-8 herkansingen 2: W van KOR Tak: 8-4 kwartfinale: V van FRG Funkenhauser: 5-8                                                                                  |
| Olga Voshchakina                                                                      | floret (v)      | 14e       | 1ste ronde groep 9: 2de V van KOR Tak: 4-5 W van ITA Gandolfi: 5-3 W van SUI Mariéthoz: 5-1 V van CAN Poirier: 3-5 2de ronde groep 6: 2de V van ROU Guzganu-Tufan: 2-5 W van POL Królikowska: 5-3 V van CAN Philion: 4-5 W van CHN Jujie: 5-4 W van FRA Modaine-Cessac: 5-2 3de ronde groep 1: 2de W van CHN Sun: 5-3 W van HUN Kovács: 5-4 V van ROU Tufan: 4-5 V van KOR Tak: 1-5 W van JPN Oka: 5-0 4de ronde: V van CHN Sun: 6-8 herkansingen: V van FRG Bau: 2-8 |
| Yelena Glikina Yelena Grishina Tatyana Sadovskaya Marina Soboleva Olga Voshchakinav   | floret team (v) | 4e        | 1ste ronde groep 3: 1ste W van Frankrijk: 9-4 W van Polen: 9-6 kwartfinale: W van China: 8-7 halve finale: V van Bondsrepubliek Duitsland: 3-9 bronzen finale: V van Hongarije: 2-9 |

### Schietsport
| Olympiër             | Discipline                 | Resultaat | Prestatie                                                                                 |
| -------------------- | -------------------------- | --------- | ----------------------------------------------------------------------------------------- |
| Siarhei Martynau     | 10m luchtgeweer (m)        | 14e       | kwalificatie: 14de met 588 punten (98-98-98-99-99-96)                                     |
| Hrachya Petikyan     | 10m luchtgeweer (m)        | 24e       | kwalificatie: 24ste met 586 punten (98-99-98-95-97-99)                                    |
| Kirill Ivanov        | 50m geweer 3 houdingen (m) | Brons     | kwalificatie: 5de met 1173 punten (399-392-382) finale: 3de met 1275,0 punten             |
| Hrachya Petikyan     | 50m geweer 3 houdingen (m) | 6e        | kwalificatie: 5de met 1173 punten (394-392-387) finale: 6de met 1272,2 punten             |
| Kirill Ivanov        | 50m geweer liggend (m)     | 15e       | kwalificatie: 15de met 595 punten (100-99-100-99-98-99)                                   |
| Vladimir Lvov        | 50m geweer liggend (m)     | 15e       | kwalificatie: 15de met 595 punten (100-100-99-96-100-100)                                 |
| Ihar Basinski        | 50m pistool (m)            | Brons     | kwalificatie: 1ste met 570 punten (94-94-98-96-93-95) (OR) finale: 3de met 657 punten     |
| Aleksandr Melentyev  | 50m pistool (m)            | 12e       | kwalificatie: 12de met 558 punten (91-94-92-93-95-93)                                     |
| Afanasijs Kuzmins    | 25m snelvuurpistool (m)    | Goud      | kwalificatie: 1ste met 598 punten (300-298) (OR) finale: 1ste met 698 punten (WR)         |
| Vladimir Vokhmyanin  | 25m snelvuurpistool (m)    | 21e       | kwalificatie: 21ste met 587 punten (293-294)                                              |
| Ihar Basinski        | 10m luchtpistool (m)       | 5e        | kwalificatie: 5de met 583 punten (95-98-98-98-96-98) finale: 5de met 683,2 punten         |
| Boris Kokorev        | 10m luchtpistool (m)       | 8e        | kwalificatie: 8ste met 581 punten (95-95-98-99-96-99) finale: 8ste met 677,3 punten       |
| Aleksandr Cherkasov  | skeet (m)                  | 13e       | kwalificatie: 13de met 195 punten                                                         |
| Svetlana Dyomina     | skeet (m)                  | 13e       | kwalificatie: 13de met 195 punten                                                         |
| Tamaz Imnaishvili    | skeet (m)                  | 25e       | kwalificatie: 25ste met 146 punten                                                        |
| Valeri Timoxin       | skeet (m)                  | 11e       | kwalificatie: 11de met 196 punten                                                         |
| Aleksandr Lavrinenko | trap (m)                   | 25e       | kwalificatie: 25ste met 142 punten                                                        |
| Dmytro Monakov       | trap (m)                   | Goud      | kwalificatie: 1ste met 197 punten finale: 1ste met 222 punten                             |
| Urmas Saaliste       | trap (m)                   | 7e        | kwalificatie: 7de met 194 punten                                                          |
| Hennadiy Avramenko   | 50m bewegend doel (m)      | Brons     | kwalificatie: 1ste met 591 punten (294-297) (OR) finale: 5de met 683,2 punten             |
| Oleg Moldovan        | 50m bewegend doel (m)      | 14e       | kwalificatie: 14de met 583 punten (294-289)                                               |
|                      |                            |           |                                                                                           |
| Anna Malukhina       | 10m luchtgeweer (v)        | Brons     | kwalificatie: 4de met 394 punten (97-97-100-100) finale: 3de met 495,8 punten             |
| Iryna Shylava        | 10m luchtgeweer (v)        | Goud      | kwalificatie: 1ste met 395 punten (97-100-100-98) (OR) finale: 1ste met 498,5 punten (OR) |
| Valentina Cherkasova | 50m geweer 3 houdingen (v) | Brons     | kwalificatie: 2de met 586 punten (198-195-193) finale: 3de met 681,4 punten               |
| Anna Malukhina       | 50m geweer 3 houdingen (v) | 6e        | kwalificatie: 3de met 585 punten (198-196-191) finale: 6de met 678,4 punten               |
| Marina Dobrancheva   | 25m pistool (v)            | 8e        | kwalificatie: 6de met 585 punten (290-295) finale: 8ste met 682 punten                    |
| Nino Salukvadze      | 25m pistool (v)            | Goud      | kwalificatie: 1ste met 591 punten (297-294) (OR) finale: 1ste met 690 punten              |
| Marina Dobrancheva   | 10m luchtpistool (v)       | Brons     | kwalificatie: 4de met 385 punten (100-94-96-95) finale: 3de met 485,2 punten              |
| Nino Salukvadze      | 10m luchtpistool (v)       | Zilver    | kwalificatie: 1ste met 390 punten (96-96-99-99) (OR) finale: 2de met 487,9 punten         |

### Schoonspringen
| Olympiër             | Discipline    | Resultaat | Prestatie                                                        |
| -------------------- | ------------- | --------- | ---------------------------------------------------------------- |
| Valery Goncharov     | 3m plank (m)  | 12e       | voorronde: 11de met 570,63 punten finale: 10de met 554,16 punten |
| Aleksandr Portnov    | 3m plank (m)  | 10e       | voorronde: 12de met 561,81 punten finale: 10de met 563,37 punten |
| Giorgi Chogovadze    | 10m toren (m) | 4e        | voorronde: 7de met 540,90 punten finale: 4de met 585,96 punten   |
| Vladimir Timoshinin  | 10m toren (m) | 8e        | voorronde: 4de met 570,75 punten finale: 8ste met 534,66 punten  |
|                      |               |           |                                                                  |
| Marina Babkova       | 3m plank (v)  | 5e        | voorronde: 8ste met 456,42 punten finale: 5de met 506,43 punten  |
| Irina Lashko         | 3m plank (v)  | 4e        | voorronde: 3de met 488,43 punten finale: 4de met 526,65 punten   |
| Yelena Miroshina     | 10m toren (v) | 6e        | voorronde: 6de met 399,27 punten finale: 6de met 381,93 punten   |
| Anzhela Stasyulevich | 10m toren (v) | 4e        | voorronde: 5de met 401,04 punten finale: 4de met 386,22 punten   |

### Synchroonzwemmen
| Olympiër                          | Discipline | Resultaat    | Prestatie |
| --------------------------------- | ---------- | ------------ | --- |
| Mariya Chernyayeva                | solo       | kwalificatie | kwalificatie: 16de met 88,000 punten                                                                          |
| Christina Thalassinidou           | solo       | 7e           | kwalificatie: 7de met 180,650 punten finale: 7de met 180,650 punten                                           |
| Tatyana Titova                    | solo       | kwalificatie | kwalificatie: 11de met 89,333 punten                                                                          |
| Mariya Chernyayeva Tatyana Titova | duet       | 6e           | technische figuren: 5de met 88,667 punten kwalificatie: 6de met 182,267 punten finale: 6de met 182,667 punten |

### Tafeltennis
| Olympiër                       | Discipline     | Resultaat | Prestatie |
| ------------------------------ | -------------- | --------- | --- |
| Andrey Mazunov                 | enkelspel (m)  | 33e       | groep H: 5de V van YUG Lupulesku: 2-3 W van JPN Ono: 3-2 V van HKG Liu: 2-3 V van KOR Kim: 1-3 W van ITA Costantini: 3-0 W van CHI Núñez: 3-0 W van JAM Jones: 3-0 |
| Andrey Mazunov Boris Rozenberg | dubbelspel (m) | 25e       | groep C: 7de V van CAN Pintea/Ng: 0-2 V van YUG Lupulesku/Primorac: 0-2 V van TPE Wu/Huang: 0-2 V van CHN Jiang/Xu: 0-2 V van FRA Gatien/Birocheau: 1-2 V van NGR Musa/Omotara: 0-2 W van MRI Choy/Hosnanni: 2-0                                                                   |
|                                |                |           | |
| Flyura Bulatova                | enkelspel (v)  | 5e        | groep F: 1ste W van MAS Mee Wan: 3-0 W van TCH Hrachová: 3-2 W van TPE Hsiu-Yu: 3-1 W van BEL Bogaerts: 3-0 W van IND Roy-Shah: 3-0 2de ronde: W van HKG Sha: 3-2 (17-21, 21-14, 22-24, 21-15, 21-10) kwartfinale: V van CHN Chen: 0-3 (4-21, 11-21, 2-21)                         |
| Olena Kovtun                   | enkelspel (v)  | 17e       | groep A: 3de W van CAN Domonkos: 3-0 V van CHN Jiao: 2-3 V van HUN Urbán: 0-3 W van USA Gee: 3-0 W van DOM Alejo: 3-0 |
| Valentina Popova               | enkelspel (v)  | 6e        | groep C: 2de W van AUS Bisiach: 3-0 W van JPN Uchiyama: 3-0 V van CHN Chen: 0-3 W van USA Bhusan: 3-0 W van TUN Ben Aïssa: 3-0 2de ronde: W van KOR Hyun: 3-0 (21-14, 21-13, 25-23) kwartfinale: V van CHN Li: 0-3 (13-21, 12-21, 19-21)                                           |
| Flyura Bulatova Olena Kovtun   | dubbelspel (v) | 5e        | groep A: 2de V van KOR Yang/Hyun: 0-2 W van NGR Akanmu/Owolabi: 2-0 W van YUG Fazlić/Perkučin: 2-0 W van AUS Tepper/Bisiach: 2-0 V van TPE Hsiu-Yu/Li-ju: 0-2 W van HKG Ka Sha/So Hung: 2-1 W van HUN Bátorfi/Urban: 2-1 kwartfinale: V van JPN Hoshino/Ishida: 0-2 (18-21, 11-21) |

### Tennis
| Olympiër                          | Discipline     | Resultaat | Prestatie |
| --------------------------------- | -------------- | --------- | --- |
| Andrey Cherkasov                  | enkelspel (m)  | 17e       | 1ste ronde: W van PAR Chapacú: 6-0, 6-0, 6-1 2de ronde: V van USA Gilbert: 4-6, 6-1, 1-6, 2-6                                                       |
| Andrey Chesnokov                  | enkelspel (m)  | 33e       | 1ste ronde: V van NED Schapers: 3-6, 7-5, 0-6, 2-6                                                                                                  |
| Aleksandr Volkov                  | enkelspel (m)  | 33e       | 1ste ronde: V van FRG Steeb: 5-7, 4-6, 3-6 |
| Andrey Olkhovsky Aleksandr Volkov | dubbelspel (m) | 17e       | 1ste ronde: V van ESP Casal/Sánchez: 5-7, 1-6, 2-6                                                                                                  |
|                                   |                |           | |
| Leila Meskhi                      | enkelspel (v)  | 17e       | 1ste ronde: W van TCH Rajchrtová: 7-5, 7-5 2de ronde: V van FRG Graf: 5-7, 1-6                                                                      |
| Larisa Savčenko                   | enkelspel (v)  | 5e        | 1ste ronde: vrij 2de ronde: W van GBR Gomer: 6-7(3), 7-6(3), 9-7 3de ronde: W van KOR Kim: 6-3, 7-6(4) kwartfinale: V van FRG Graf: 2-6, 6-4, 3-6   |
| Natasha Zverava                   | enkelspel (v)  | 5e        | 1ste ronde: vrij 2de ronde: W van AUS Minter: 6-4, 3-6, 6-1 3de ronde: W van DEN Scheuer-Larsen: 6-1, 6-2 kwartfinale: V van ARG Sabatini: 4-6, 3-6 |
| Larisa Savčenko Natasha Zverava   | dubbelspel (v) | 5e        | 1ste ronde: W van MEX Escobedo/Hernández: 6-2, 6-1 kwartfinale: V van AUS Smylie/Turnbull: 3-6, 2-6                                                 |

### Voetbal
| Olympiër | Discipline | Resultaat | Prestatie |
| --- | ---------- | --------- | --- |
| Aleksandr Borodjoek Dmitri Charine Oleksiy Cherednyk Igor Dobrovolski Sergei Fokin Sergei Gorlukovich Arvydas Janonis Evgeni Jarovenko Gela Ketashvili Jevgeni Koeznetsov Viktor Losev Vladimir Liuty Oleksij Mychajlytsjenko Arminas Narbekovas Igor Ponomaryov Yuri Savichev Igor Sklyarov Vladimir Tatarchuk | mannen     | Goud      | groep A: 1ste G van Zuid-Korea: 0-0 W van Argentinië: 2-1 W van Verenigde Staten: 4-2 kwartfinale: W van Australië: 3-0 halve finale: W van Italië: 3-2 finale: W van Brazilië: 2-1 |

| Groep A |                  |             |             |             |             |            |            |            |        |
| #       | Land             | Wedstrijden | Wedstrijden | Wedstrijden | Wedstrijden | Doelpunten | Doelpunten | Doelpunten | Punten |
| #       | Land             | G           | W           | G           | V           | V          | T          | Saldo      | Punten |
| 1       | Sovjet-Unie      | 3           | 2           | 1           | 0           | 6          | 3          | +3         | 5      |
| 2       | Argentinië       | 3           | 1           | 1           | 1           | 4          | 4          | 0          | 3      |
| 3       | Zuid-Korea       | 3           | 0           | 2           | 1           | 1          | 2          | -1         | 2      |
| 4       | Verenigde Staten | 3           | 0           | 2           | 1           | 3          | 5          | -2         | 2      |

| Ronde        | Datum | Plaats           | Land | Score       | Land |
| ------------ | ----- | ---------------- | ---- | ----------- | ---- |
| Groepsfase   |       |                  |      |             |      |
| 18 september | Busan | Zuid-Korea       | 1-1  | Sovjet-Unie |      |
| 20 september | Daegu | Argentinië       | 2-1  | Sovjet-Unie |      |
| 22 september | Daegu | Verenigde Staten | 1-2  | Sovjet-Unie |      |
| Kwartfinale  |       |                  |      |             |      |
| 25 september | Busan | Sovjet-Unie      | 3-0  | Australië   |      |
| Halve finale |       |                  |      |             |      |
| 27 september | Busan | Sovjet-Unie      | 3-2  | Italië      |      |
| Finale       |       |                  |      |             |      |
| 1 oktober    | Seoel | Sovjet-Unie      | 2-1  | Brazilië    |      |

### Volleybal

#### Mannen
| Olympiër | Discipline | Resultaat | Prestatie |
| --- | ---------- | --------- | --- |
| Yaroslav Antonov Yuri Cherednik Evgeni Krasilnikov Andrei Kuznetsov Valeri Losev Yuriy Panchenko Igor Runov Yuri Sapega Vladimir Shkurikhin Oleksandr Sorokalet Raimonds Vilde Vjatsjeslav Zajtsev | zaal (m)   | Zilver    | groep A: 1ste W van Bulgarije: 3-0 (15-7, 15-9, 15-8) W van Zweden: 3-0 (15-8, 15-7, 16-14) W van Zuid-Korea: 3-0 (15-6, 15-7, 15-13) W van Italië: 3-1 (15-9, 15-9, 12-15, 15-12) V van Brazilië: 2-3 (15-12, 15-9, 8-15, 11-15, 6-15) halve finale: W van Argentinië: 3-0 (15-11, 17-15, 15-8) finale: V van Verenigde Staten: 1-3 (15-13, 10-15, 4-15, 8-15) |

| Groep A |             |             |             |             |             |             |             |        |        |        |        |
| #       | Land        | Wedstrijden | Wedstrijden | Wedstrijden | Wedstrijden | Wedstrijden | Wedstrijden | Punten | Punten | Punten | Punten |
| #       | Land        | G           | W           | V           | SW          | SV          | SR          | SPW    | SPL    | Saldo  | Punten |
| 1       | Sovjet-Unie | 5           | 4           | 1           | 14          | 4           | +10         | 248    | 190    | +58    | 9      |
| 2       | Brazilië    | 5           | 4           | 1           | 14          | 7           | +7          | 296    | 225    | +71    | 9      |
| 3       | Zweden      | 5           | 2           | 3           | 9           | 11          | -1          | 220    | 262    | -42    | 7      |
| 4       | Bulgarije   | 5           | 2           | 3           | 7           | 9           | -2          | 190    | 194    | -4     | 7      |
| 5       | Italië      | 5           | 2           | 3           | 7           | 11          | -4          | 203    | 222    | -19    | 7      |
| 6       | Zuid-Korea  | 5           | 1           | 4           | 5           | 14          | -9          | 200    | 264    | -157   | 6      |

| Ronde        | Datum | Plaats      | Land | Score       | Land |
| ------------ | ----- | ----------- | ---- | ----------- | ---- |
| Groepsfase   |       |             |      |             |      |
| 18 september | Seoel | Sovjet-Unie | 3-0  | Bulgarije   |      |
| 19 september | Seoel | Sovjet-Unie | 3-0  | Zweden      |      |
| 22 september | Seoel | Sovjet-Unie | 3-0  | Zuid-Korea  |      |
| 24 september | Seoel | Sovjet-Unie | 3-4  | Italië      |      |
| 26 september | Seoel | Brazilië    | 3-2  | Sovjet-Unie |      |
| Halve finale |       |             |      |             |      |
| 30 september | Seoel | Sovjet-Unie | 3-0  | Argentinië  |      |
| Finale       |       |             |      |             |      |
| 2 oktober    | Seoel | Sovjet-Unie | 1-3  | Argentinië  |      |

#### Vrouwen
| Olympiër | Discipline | Resultaat | Prestatie |
| --- | ---------- | --------- | --- |
| Svetlana Koritova Tatyana Krainova Olga Krivosheeva Marina Kumysh Marina Nikoulina Valentina Ogienko Elena Ovchinnikova Irina Perkhomchuk Olga Shkurnova Tatyana Sidorenko Irina Smirnova Elena Volkova | zaal (v)   | Goud      | groep A: 1ste V van Japan: 2-3 (2-15, 15-8, 12-15, 15-10, 17-19) W van Zuid-Korea: 3-0 (15-5, 15-8, 15-7) W van DDR: 3-0 (18-16, 15-7, 15-4) halve finale: W van China: 3-0 (15-0, 15-9, 15-2) finale: W van Peru: 3-2 (10-15, 12-15, 15-13, 15-7, 17-15) |

| 'Groep A |             |             |             |             |             |             |             |        |        |        |        |
| #        | Land        | Wedstrijden | Wedstrijden | Wedstrijden | Wedstrijden | Wedstrijden | Wedstrijden | Punten | Punten | Punten | Punten |
| #        | Land        | G           | W           | V           | SW          | SV          | SR          | SPW    | SPL    | Saldo  | Punten |
| 1        | Sovjet-Unie | 3           | 2           | 1           | 8           | 3           | +5          | 154    | 114    | +40    | 5      |
| 2        | Japan       | 3           | 2           | 1           | 8           | 6           | +2          | 173    | 159    | +14    | 5      |
| 3        | Zuid-Korea  | 3           | 1           | 2           | 4           | 7           | -3          | 116    | 137    | -21    | 4      |
| 4        | DDR         | 3           | 1           | 2           | 4           | 8           | -4          | 127    | 160    | -33    | 4      |

| Ronde        | Datum | Plaats      | Land | Score       | Land |
| ------------ | ----- | ----------- | ---- | ----------- | ---- |
| Groepsfase   |       |             |      |             |      |
| 20 september | Seoel | Japan       | 3-2  | Sovjet-Unie |      |
| 23 september | Seoel | Sovjet-Unie | 3-0  | Zuid-Korea  |      |
| 25 september | Seoel | DDR         | 0-3  | Sovjet-Unie |      |
| Halve finale |       |             |      |             |      |
| 27 september | Seoel | Sovjet-Unie | 3-0  | China       |      |
| Finale       |       |             |      |             |      |
| 29 september | Seoel | Sovjet-Unie | 3-2  | Peru        |      |

### Waterpolo
| Olympiër | Discipline | Resultaat | Prestatie |
| --- | ---------- | --------- | --- |
| Dmitri Apanassenko Viktor Berendyuga Mikhail Giorgadze Jevgeni Grisjin Michail Ivanov Aleksandr Kolotov Sergei Kotenko Sergei Markoch Nurlan Mendygaliev Georgi Mschvenieradze Sergey Naumov Jevgeni Sjaronov Nikolai Smirnov | mannen     | Brons     | groep A: 2de G van Italië: 9-9 W van Australië: 11-4 W van Frankrijk: 18-4 W van Zuid-Korea: 17-4 V van Bondsrepubliek Duitsland: 8-9 halve finale: V van Verenigde Staten: 7-8 bronzen finale: W van Bondsrepubliek Duitsland: 14-13 |

| Groep A |                          |             |             |             |             |        |        |        |        |
| #       | Land                     | Wedstrijden | Wedstrijden | Wedstrijden | Wedstrijden | Punten | Punten | Punten | Punten |
| #       | Land                     | G           | W           | G           | V           | V      | T      | Saldo  | Punten |
| 1       | Bondsrepubliek Duitsland | 5           | 5           | 0           | 0           | 60     | 37     | +23    | 10     |
| 2       | Sovjet-Unie              | 5           | 3           | 1           | 1           | 63     | 30     | +33    | 7      |
| 3       | Italië                   | 5           | 3           | 1           | 1           | 48     | 33     | +15    | 7      |
| 4       | Australië                | 5           | 2           | 0           | 3           | 40     | 39     | +1     | 4      |
| 5       | Frankrijk                | 5           | 1           | 0           | 4           | 43     | 54     | -11    | 2      |
| 6       | Zuid-Korea               | 5           | 0           | 0           | 5           | 14     | 75     | -61    | 0      |

| Ronde          | Datum | Plaats                   | Land  | Score                    | Land |
| -------------- | ----- | ------------------------ | ----- | ------------------------ | ---- |
| Groepsfase     |       |                          |       |                          |      |
| 21 september   | Seoel | Italië                   | 9-9   | Sovjet-Unie              |      |
| 22 september   | Seoel | Australië                | 4-11  | Sovjet-Unie              |      |
| 23 september   | Seoel | Frankrijk                | 4-18  | Sovjet-Unie              |      |
| 26 september   | Seoel | Zuid-Korea               | 4-17  | Sovjet-Unie              |      |
| 27 september   | Seoel | Sovjet-Unie              | 8-9   | Bondsrepubliek Duitsland |      |
| Halve finale   |       |                          |       |                          |      |
| 30 september   | Seoel | Sovjet-Unie              | 7-8   | Verenigde Staten         |      |
| Bronzen finale |       |                          |       |                          |      |
| 1 oktober      | Seoel | Bondsrepubliek Duitsland | 13-14 | Sovjet-Unie              |      |

### Wielersport
| Olympiër                                                                              | Discipline                    | Resultaat | Prestatie |
| Baan                                                                                  | Baan                          | Baan      | Baan |
| ------------------------------------------------------------------------------------- | ----------------------------- | --------- | --- |
| Nikolai Kovsh                                                                         | sprint (m)                    | Zilver    | kwalificatie: 3de in 10,595 1ste ronde serie 3: 1ste in 11,26 2de ronde serie 3: 1ste in 11,10 kwartfinale: W van TTO Cheeseman: 2-0 halve finale: W van GBR Alexander: 2-0 finale: V van FRG Lutz Heßlich: 0-2 |
| Aleksandr Kirichenko                                                                  | tijdrit (m)                   | Goud      | 1.04,499 |
| Gintautas Umaras                                                                      | individuele achtervolging (m) | Zilver    | kwalificatie: 2de in 4.35,03 1ste ronde: W van HUN Somogyi: 4.35,32 kwartfinale: W van ITA Beltrami: 4.32,83 halve finale: W van GBR Sturgess: 4.40,24 finale: W van AUS Woods: 4.32,00                         |
| Marat Ganeyev                                                                         | puntenkoers (m)               | Brons     | 1ste ronde: 8ste met 17 punten finale: 3de met 46 punten |
| Viatcheslav Ekimov Artūras Kasputis Dmitry Nelyubin Gintautas Umaras Mindaugas Umaras | ploegenachtervolging (m)      | Goud      | kwalificatie: 1ste in 4.16,10 (WR) kwartfinale: W van Italië: 4.14,22 halve finale: W van Frankrijk: 4.20,17 finale: W van DDR: 4.13,31                                                                         |
|                                                                                       |                               |           | |
| Erika Salumäe                                                                         | sprint (v)                    | Goud      | kwalificatie: 1ste in 11,527 (OR) 1ste ronde serie 1: 1ste in 12,83 kwartfinale: W van GBR Jones: 2-0 halve finale: W van USA Paraskevin-Young: 2-0 finale: W van GDR Luding-Rothenburger: 2-1                  |
| Weg                                                                                   |                               |           | |
| Dzhamolidin Abduzhaparov                                                              | wegwedstrijd (m)              | 5e        | 4:32.46 |
| Asyat Saitov                                                                          | wegwedstrijd (m)              | 51e       | 4:32.56 |
| Riho Suun                                                                             | wegwedstrijd (m)              | 60e       | 4:32.25 |
| Viktor Klimov Asyat Saitov Igor Sumnikov Vasily Zhdanov                               | ploegentijdrit (m)            | 7e        | 2:00.27,0 |
|                                                                                       |                               |           | |
| Alla Yakovleva                                                                        | wegwedstrijd (v)              | 34e       | 2:00.52 |
| Valentina Yevpak                                                                      | wegwedstrijd (v)              | 5e        | 2:00.52 |
| Laima Zilporytė                                                                       | wegwedstrijd (v)              | Brons     | 2:00.52 |

### Worstelen
| Olympiër                | Discipline  | Resultaat   | Prestatie |
| Vrije stijl             | Vrije stijl | Vrije stijl | Vrije stijl |
| ----------------------- | ----------- | ----------- | --- |
| Sergey Karamchakov      | -48kg (m)   | Brons       | groep A: 2de W van BUL Tsonov: 3-1 W van AFG Razigul: 3-1 W van GDR Anger: 3-0 bronzen finale: W van USA Vanni: 3-1 |
| Vladimir Toguzov        | -52kg (m)   | Brons       | groep A: 2de W van CAN Woodcroft: 4-0 W van TPE Lo: 4-0 W van IRI Torkan: 3-1 W van TUR Seyhanlı: 3-1 W van POL Stecyk: 4-0 W van BUL Yordanov: 3,5-0,5 V van YUG Trstena: 0-3 bronzen finale: W van HUN Bíró: 3,5-0,5 |
| Vladimir Toguzov        | -57kg (m)   | Goud        | groep A: 1ste W van FRG Scheibe: 3-1 W van POL Grzywiński: 4-0 W van IND Kumar: 4-0 W van JPN Kanehama: 4-0 W van TUR Ak: 3-1 W van HUN Nagy: 4-0 finale: W van IRI Mohammadian: 3-1                                   |
| Stepan Sarkisyan        | -62kg (m)   | Zilver      | groep B: 1ste W van GBR Singh Tut: 4-0 W van NZL Reinsfield: 3,5-0 W van GDR Polky: 3,5-0,5 W van FRG Helmdach: 3-1 W van CAN Bohay: 3-1 W van IRI Fallah: 3-1 finale: V van USA Smith: 0-3                            |
| Arsen Fadzaev           | -68kg (m)   | Goud        | groep A: 1ste W van BUL Yassanov: 3-1 W van ESP Caride: 4-0 W van FIN Rauhala: 3-1 W van IRI Reza Khadem: 3-1 W van JPN Akaishi: 3-0 finale: W van KOR Park: 3-0                                                       |
| Adlan Varaev            | -74kg (m)   | Zilver      | groep A: 1ste W van IRI Vagozari: 3-1 W van IRQ Jibara: 3-0 W van PAK Anwar: 4-0 W van ROU Tămăduianu: 3-1 W van GDR Westendorf: 3-1 W van BUL Sofiadi: 3-1 finale: V van USA Monday: 1-3                              |
| Aleksandr Tambovtsev    | -82kg (m)   | Brons       | groep B: 2de W van FIN Ilomäki: 3-0 V van TUR Gençalp: 1-3 W van GDR Gstöttner: 3-1 W van NGR Kodei: 4-0 W van USA Schultz: 3-1 bronzen finale: V van TCH Lohyňa: 0-3                                                  |
| Arsen Fadzaev           | -90kg (m)   | Goud        | groep B: 1ste W van CMR Youmbi: 4-0 W van AUT Lins: 3-1 W van SYR Shamy: 4-0 W van MGL Düvchin: 4-0 W van BUL Alabakov: 4-0 finale: W van JPN Ota: 4-0                                                                 |
| Leri Khabelov           | -100kg (m)  | Zilver      | groep A: 1ste W van SAM Solovi: 4-0 W van TUR Sezgin: 3-1 W van BRA Spiess: 4-0 W van MGL Javkhlantögs: 4-0 W van GDR Neupert: 3-1 finale: V van ROU Puşcaşu: 0-3                                                      |
| David Gobejishvili      | -130kg (m)  | Goud        | groep B: 1ste W van SYR Atiyeh: 4-0 W van JPN Obata: 4-0 W van FRG Bremmer: 3-0 W van BUL Atanassov: 3-1 W van HUN Klauz: 3-0 finale: W van USA Baumgartner: 3-1                                                       |
| Grieks-Romeins          |             |             | |
| Məhyəddin Allahverdiyev | -48kg (m)   | 4e          | groep B: 2de V van POL Głąb: 1-3 W van SYR Al-Faraj: 3,5-0,5 W van ISR Groverman: 3-1 W van KOR Goun: 3-1 bronzen finale: V van BUL Tsenov: 0-3                                                                        |
| Aleksandr Ignatenko     | -52kg (m)   | 4e          | groep A: 2de W van TUR Kemah: 4-0 W van FIN Murtoaro: 3-0 W van BUL Fliev: 3,5-0 W van TCH Jankovics: 3-0 V van JPN Miyahara: 1-3 bronzen finale: V van KOR Lee: 1-3                                                   |
| Aleksandr Shestakov     | -57kg (m)   | 7e          | groep A: 4de V van GRE Holidis: 0-3 W van IRI Pazaj: 4-0 W van SWE Ljungbeck: 3-0 V van KOR Huh: 1-3 7-8ste plek: W van FRG Yildiz: 4-0                                                                                |
| Kamandar Madzhidov      | -62kg (m)   | Goud        | groep A: 1ste W van IRI Javan Saleh: 3-1 W van KOR An: 3-0 W van POL Tracz: 3-0 W van FRA Jalabert: 3-0 W van USA Anderson: 3-1 finale: W van BUL Vangelov: 3-1                                                        |
| Levon Julfalakyan       | -68kg (m)   | Goud        | groep B: 1ste W van CAN Yeats: 4-0 W van KEN Salbei: 4-0 W van USA Seras: 3-1 W van ROU Cărare: 3-1 W van POL Kopański: 4-0 finale: W van KOR Kim: 3-1                                                                 |
| Daulet Turlykhanov      | -74kg (m)   | Zilver      | groep B: 1ste W van IRI Andouz: 4-0 W van TCH Zeman: 4-0 W van TUR Balcı: 3-0 W van FRA Mischler: 4-0 W van SWE Tallroth: 3-0 W van HUN Takács: 3-0 finale: V van KOR Kim: 1-3                                         |
| Mikhail Mamiashvili     | -82kg (m)   | Goud        | groep B: 1ste W van PUR Rodríguez: 4-0 W van ITA Razzino: 3-0 W van POL Daras: 3-0 W van GDR Bullmann: 3-0 W van YUG Kasum: 3-1 W van KOR Kim: 3-0 finale: W van HUN Komáromi: 3-1                                     |
| Vladimir Popov          | -90kg (m)   | Brons       | groep B: 2de W van SEN Guèye: 4-0 W van YUG Ban: 4-0 V van FIN Koskela: 1-3 W van HUN Major: 3-0 W van GDR Koschnitzke: 4-0 W van FRG Steinbach: 3-0 bronzen finale: W van SWE Gulldén: 4-0                            |
| Guram Gedekhauri        | -100kg (m)  | 7e          | groep A: 4de V van ROU Andrei: 1-3 W van POL Wroński: 4-0 W van USA Koslowski: 3-1 V van YUG Tartei: 0-3 7-8ste plek: W van HUN Gáspár: 4-0                                                                            |
| Aleksandr Karelin       | -130kg (m)  | Goud        | groep B: 1ste W van SWE Johansson: 3-0 W van HUN Klauz: 3-0 W van AUT Neumüller: 4-0 W van USA Koslowski: 4-0 finale: W van BUL Gerovski: 3-1                                                                          |

### Zeilen
| Olympiër                                    | Discipline      | Resultaat | Prestatie                               |
| ------------------------------------------- | --------------- | --------- | --------------------------------------- |
| Nikolay Kravchenko                          | divisie II (m)  | 37e       | 250,0 punten: (30-34-29-29-DNS-DNS-DNS) |
| Oleg Khoperskiy                             | finn (m)        | 8e        | 81,0 punten: (DSQ-11-DSQ-1-4-2-7)       |
| Tõnu Tõniste Toomas Tõniste                 | 470 (m)         | Zilver    | 46,0 punten: (11-4-12-1-1-2-opgave)     |
|                                             |                 |           |                                         |
| Iryna Chunykhovska Larisa Moskalenko        | 470 (v)         | Brons     | 45,4 punten: (4-3-7-1-3-8-7)            |
|                                             |                 |           |                                         |
| Sergey Borodinov Viktor Budantsev           | flying dutchman | 14e       | 96,0 punten: (10-12-14-5-YMP-10-16)     |
| Yury Konovalov Sergey Kravtsov              | tornado klasse  | 7e        | 70,0 punten: (13-4-4-2-opgave-7-13)     |
| Viktor Soloviev Alexandre Zybine            | star klasse     | 8e        | 68,4 punten: (5-10-16-8-3-3-7)          |
| Oleg Miron Nikolay Polyakov Georgy Shayduko | soling klasse   | 10e       | 84,0 punten: (13-11-11-10-7-4-7)        |

### Zwemmen
| Olympiër                                                                                                  | Discipline            | Resultaat | Prestatie                                          |
| --- | --------------------- | --------- | -------------------------------------------------- |
| Gennady Prigoda                                                                                           | 50m vrije slag (m)    | Brons     | serie 9: 1ste in 22,57 finale: 3de in 22,71        |
| Vladimir Tkachenko                                                                                        | 50m vrije slag (m)    | 6e        | serie 7: 2de in 22,81 finale: 6de in 22,88         |
| Iurie Bașcatov                                                                                            | 100m vrije slag (m)   | 5e        | serie 9: 2de in 50,08 finale: 5de in 50,08         |
| Gennady Prigoda                                                                                           | 100m vrije slag (m)   | 4e        | serie 10: 2de in 50,13 finale: 4de in 49,75        |
| Iurie Bașcatov                                                                                            | 200m vrije slag (m)   | 22e       | serie 8: 6de in 1.52,04                            |
| Aleksey Kuznetsov                                                                                         | 200m vrije slag (m)   | 12e       | serie 6: 4de in 1.50,84 finale B: 4de in 1.51,03   |
| Aleksandr Bazhanov                                                                                        | 400m vrije slag (m)   | 27e       | serie 7: 7de in 3.58,74                            |
| Vladimir Salnikov                                                                                         | 1500m vrije slag (m)  | Goud      | serie 4: 1ste in 15.07,83 finale: 1ste in 15.00,40 |
| Igor Polyansky                                                                                            | 100m rugslag (m)      | Brons     | serie 6: 1ste in 55,04 finale: 3de in 55,20        |
| Sergey Zabolotnov                                                                                         | 100m rugslag (m)      | 4e        | serie 7: 3de in 56,13 finale: 4de in 55,37         |
| Igor Polyansky                                                                                            | 200m rugslag (m)      | Goud      | serie 6: 2de in 2.01,70 finale: 1ste in 1.59,37    |
| Sergey Zabolotnov                                                                                         | 200m rugslag (m)      | 4e        | serie 6: 1ste in 2.01,27 finale: 4de in 2.00,52    |
| Aleksey Matveyev                                                                                          | 100m schoolslag (m)   | 9e        | serie 6: 2de in 1.03,25 finale B: 1ste in 1.03,01  |
| Dmitry Volkov                                                                                             | 100m schoolslag (m)   | Brons     | serie 8: 2de in 1.02,49 finale: 3de in 1.02,20     |
| Vadim Alekseyev                                                                                           | 200m schoolslag (m)   | 6e        | serie 6: 4de in 2.17,15 finale: 6de in 2.16,70     |
| Valery Lozik                                                                                              | 200m schoolslag (m)   | 5e        | serie 5: 1ste in 2.16,31 finale: 5de in 2.16,16    |
| Konstantin Petrov                                                                                         | 100m vlinderslag (m)  | 23e       | serie 6: 7de in 55,84                              |
| Vadim Yaroshchuk                                                                                          | 100m vlinderslag (m)  | 8e        | serie 6: 2de in 54,17 finale: 8ste in 54,60        |
| Vadim Yaroshchuk                                                                                          | 200m vlinderslag (m)  | 11e       | serie 5: 3de in 2.01,05 finale B: 3de in 2.00,34   |
| Vadim Yaroshchuk                                                                                          | 200m wisselslag (m)   | Brons     | serie 8: 2de in 2.02,77 finale: 3de in 2.02,40     |
| Mikhail Zubkov                                                                                            | 200m wisselslag (m)   | 4e        | serie 6: 2de in 2.03,79 finale: 4de in 2.02,92     |
| Mikhail Zubkov                                                                                            | 400m wisselslag (m)   | 13e       | serie 3: 5de in 4.25,30 finale B: 5de in 4.25,44   |
| Iurie Bașcatov Aleksey Borislavsky Raimundas Mažuolis Gennady Prigoda Vladimir Tkachenko Nikolay Yevseyev | 4x100m vrije slag (m) | Zilver    | serie 3: 2de in 3.19,89 finale: 2de in 3.18,33     |
| Aleksandr Bazhanov Sergey Kudryayev Aleksey Kuznetsov Nikolay Yevseyev                                    | 4x200m vrije slag (m) | DSQ       | serie 2: gediskwalificeerd                         |
| Vadim Jarosjtsjoek Igor Poljanski Gennadi Prigoda Dmitri Volkov                                           | 4x100m wisselslag (m) | Brons     | serie 3: 2de in 3.45,29 finale: 3de in 3.39,96     |
| |                       |           |                                                    |
| Inna Abramova                                                                                             | 50m vrije slag (v)    | 14e       | serie 7: 6de in 26,27 finale B: 6de in 26,48       |
| Svetlana Isakova                                                                                          | 100m vrije slag (v)   | 15e       | serie 7: 6de in 57,16 finale B: 7de in 57,07       |
| Nataliya Trefilova                                                                                        | 100m vrije slag (v)   | 9e        | serie 6: 2de in 56,66 finale B: 1ste in 56,48      |
| Nataliya Trefilova                                                                                        | 200m vrije slag (v)   | 5e        | serie 4: 1ste in 2.00,54 finale: 5de in 1.59,24    |
| Nataliya Trefilova                                                                                        | 400m vrije slag (v)   | 8e        | serie 2: 3de in 4.12,20 finale: 8ste in 4.13,92    |
| Nataliya Trefilova                                                                                        | 800m vrije slag (v)   | 15e       | serie 4: 6de in 8.43,19                            |
| Svetlana Kuzmina                                                                                          | 100m schoolslag (v)   | 9e        | serie 5: 4de in 1.10,83 finale B: 1ste in 1.10,42  |
| Yelena Volkova                                                                                            | 100m schoolslag (v)   | 5e        | serie 4: 2de in 1.09,86 finale: 5de in 1.09,24     |
| Yuliya Bogachova                                                                                          | 200m schoolslag (v)   | 5e        | serie 5: 1ste in 2.28,94 finale: 5de in 2.28,54    |
| Svetlana Kuzmina                                                                                          | 200m schoolslag (v)   | 10e       | serie 4: 4de in 2.30,93 finale B: 2de in 2.30,03   |
| Svetlana Kuzmina                                                                                          | 100m vlinderslag (v)  | 9e        | serie 5: 4de in 1.01,85 finale B: 1ste in 1.01,48  |
| Svetlana Kuzmina                                                                                          | 200m vlinderslag (v)  | 12e       | serie 4: 5de in 2.15,26 finale B: 4de in 2.14,43   |
| Yuliya Bogachova                                                                                          | 200m wisselslag (v)   | 15e       | serie 5: 6de in 2.19,07 finale B: 7de in 2.19,91   |
| Yelena Dendeberova                                                                                        | 200m wisselslag (v)   | Zilver    | serie 4: 1ste in 2.15,30 finale: 2de in 2.13,31    |
| Yuliya Bogachova                                                                                          | 400m wisselslag (v)   | DNS       | serie 4: niet gestart                              |
| Yelena Dendeberova                                                                                        | 400m wisselslag (v)   | 4e        | serie 3: 4de in 4.46,63 finale: 4de in 4.40,44     |
| Inna Abramova Yelena Dendeberova Svetlana Isakova Svetlana Kopchikova Nataliya Trefilova                  | 4x100m vrije slag (v) | 5e        | serie 1: 2de in 3.46,28 finale: 5de in 3.44,99     |

Afghanistan · Algerije · Amerikaanse Maagdeneilanden · Amerikaans-Samoa · Andorra · Angola · Antigua en Barbuda · Argentinië · Aruba · Australië · Bahama’s · Bahrein · Bangladesh · Barbados · België · Belize · Benin · Bermuda · Bhutan · Birma · Bolivia · Bondsrepubliek Duitsland · Botswana · Brazilië · Britse Maagdeneilanden · Brunei · Bulgarije · Burkina Faso · Canada · Centraal-Afrikaanse Republiek · Chili · China · Chinees Taipei · Colombia · Congo-Brazzaville · Cookeilanden · Costa Rica · Cyprus · Denemarken · Djibouti · Dominicaanse Republiek · Duitse Democratische Republiek · Ecuador · Egypte · El Salvador · Equatoriaal-Guinea · Fiji · Filipijnen · Finland · Frankrijk · Gabon · Gambia · Ghana · Grenada · Griekenland · Groot-Brittannië · Guam · Guatemala · Guinee · Guyana · Haïti · Honduras · Hongarije · Hongkong · Ierland · IJsland · India · Indonesië · Irak · Iran · Israël · Italië · Ivoorkust · Jamaica · Japan · Joegoslavië · Jordanië · Kaaimaneilanden · Kameroen · Kenia · Koeweit · Laos · Lesotho · Libanon · Liberia · Libië · Liechtenstein · Luxemburg · Malawi · Malediven · Maleisië · Mali · Malta · Marokko · Mauritanië · Mauritius · Mexico · Monaco · Mongolië · Mozambique · Nederland · Nederlandse Antillen · Nepal · Nieuw-Zeeland · Niger · Nigeria · Noord-Jemen · Noorwegen · Oeganda · Oman · Oostenrijk · Pakistan · Panama · Papoea-Nieuw-Guinea · Paraguay · Peru · Polen · Portugal · Puerto Rico · Qatar · Roemenië · Rwanda · Saint Vincent en de Grenadines · Salomonseilanden · Samoa · San Marino · Saoedi-Arabië · Senegal · Sierra Leone · Singapore · Soedan · Somalië · Sovjet-Unie · Spanje · Sri Lanka · Suriname · Swaziland · Syrië · Tanzania · Thailand · Togo · Tonga · Trinidad en Tobago · Tsjaad · Tsjecho-Slowakije · Tunesië · Turkije · Uruguay · Vanuatu · Venezuela · Verenigde Arabische Emiraten · Verenigde Staten · Vietnam · Zaïre · Zambia · Zimbabwe · Zuid-Jemen · Zuid-Korea · Zweden · Zwitserland